# 小林酒造 (北海道)
小林酒造株式会社（こばやししゅぞう）は、北海道夕張郡栗山町にある酒造メーカー。
1878年（明治11年）に札幌で創業したが、初代小林米三郎（以下、初代米三郎）が夕張炭鉱の需要に目を付け、1900年（明治33年）に夕張郡角田村（現在の栗山町）に本拠地を移転させた。近隣には日本国内有数の炭鉱である夕張炭鉱があり、主として炭坑夫ら向けに醸造された。代表銘酒は「北の錦」。

## 沿革

### 札幌での創業
1878年（明治11年）、小林傳四郎は札幌のすすきの（現在の中央区南3西4）で酒造業を創業した。当時、道内における酒造業者は少なかったため、先駆的な事業形態であった。登録商標は「北關（関）」「勇駒」であった。

### 栗山町への移転
製造量の増加に伴い、豊富な水と広大な土地を求め、1900年（明治33年）栗山に工場移転し、傳四郎の移転に伴って、初代小林も栗山に移り住んでいる。初代米三郎の時代には既に北海道でも有力な酒蔵となっていた。
札幌から栗山へと酒蔵を移設した理由について、4代目小林米三郎（以下、4代米三郎）は「酒造業として札幌の地が手狭になったということもありますが、最大の要因は、燃料の確保です。」と述べており、酒造の際に必要な石炭の入手が容易であったことを要因として挙げている。 『北の錦』が主力商標であるが、その名は「北の地で錦を飾る」という初代小林米三郎の意気込みから来ている。
新潟県刈羽郡（のちの刈羽郡二田村、現・柏崎市）に生まれた田中栄は、17歳の時に初代小林の養子となり、2代目小林米三郎（以下、2代米三郎）を襲名して酒造業を継承した。1919年（大正8年）には北海道炭礦汽船（北炭）への納入権を獲得し、小林酒造が飛躍的な発展を遂げる契機となった。

### 現代の動向
太平洋戦争後、2代目米三郎は小林酒造の工場の自動化に取り組んだ。栗山工場は日本酒2160キロリットル（1万5000石）、焼酎550キロリットル（3000石）、合成酒180キロリットル（1000石）で計12億円の売上高を記録し、単一の工場としては北海道一の売上高を記録した。1967年（昭和42年）時点では日本酒・焼酎・合成酒などで年間4700キロリットルを製造し、北海道最大の酒造メーカーであった。1947年（昭和22年）には2代目米三郎が参議院議員に当選した。
2代目米三郎は1959年（昭和34年）に栗山町名誉町民に推挙されている。1964年（昭和39年）3月、2代目米三郎によって関連企業として株式会社小林本店が設立された。一時期は小林本店札幌本店内に小林酒造の札幌営業所が置かれていた。

2025年（令和7年）4月、105年ぶりに新蔵を建設することを発表した。名称「8番蔵」とし、5月に着工。2026年（令和8年）2月の完成を予定している。

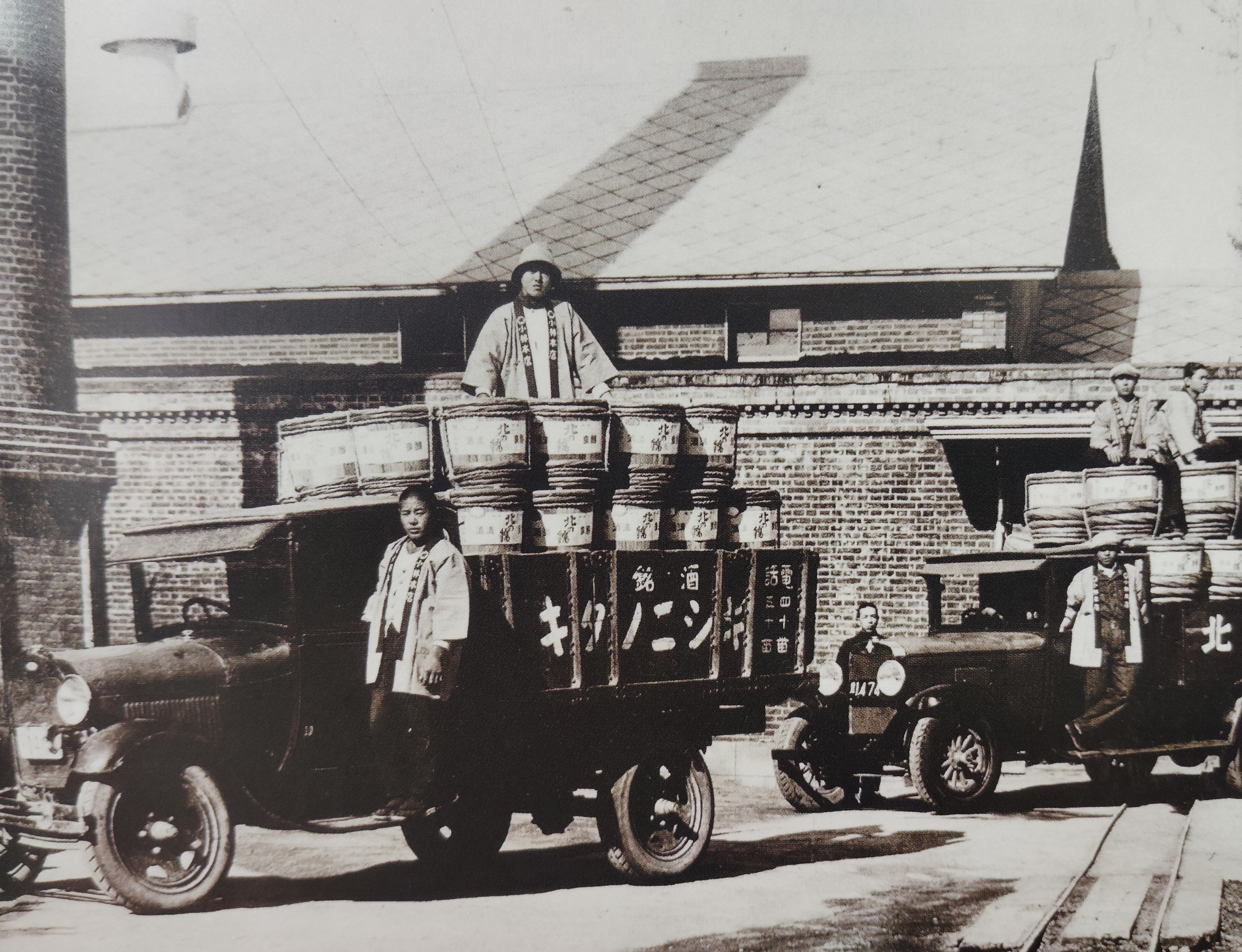
昭和初期の小林酒造の様子
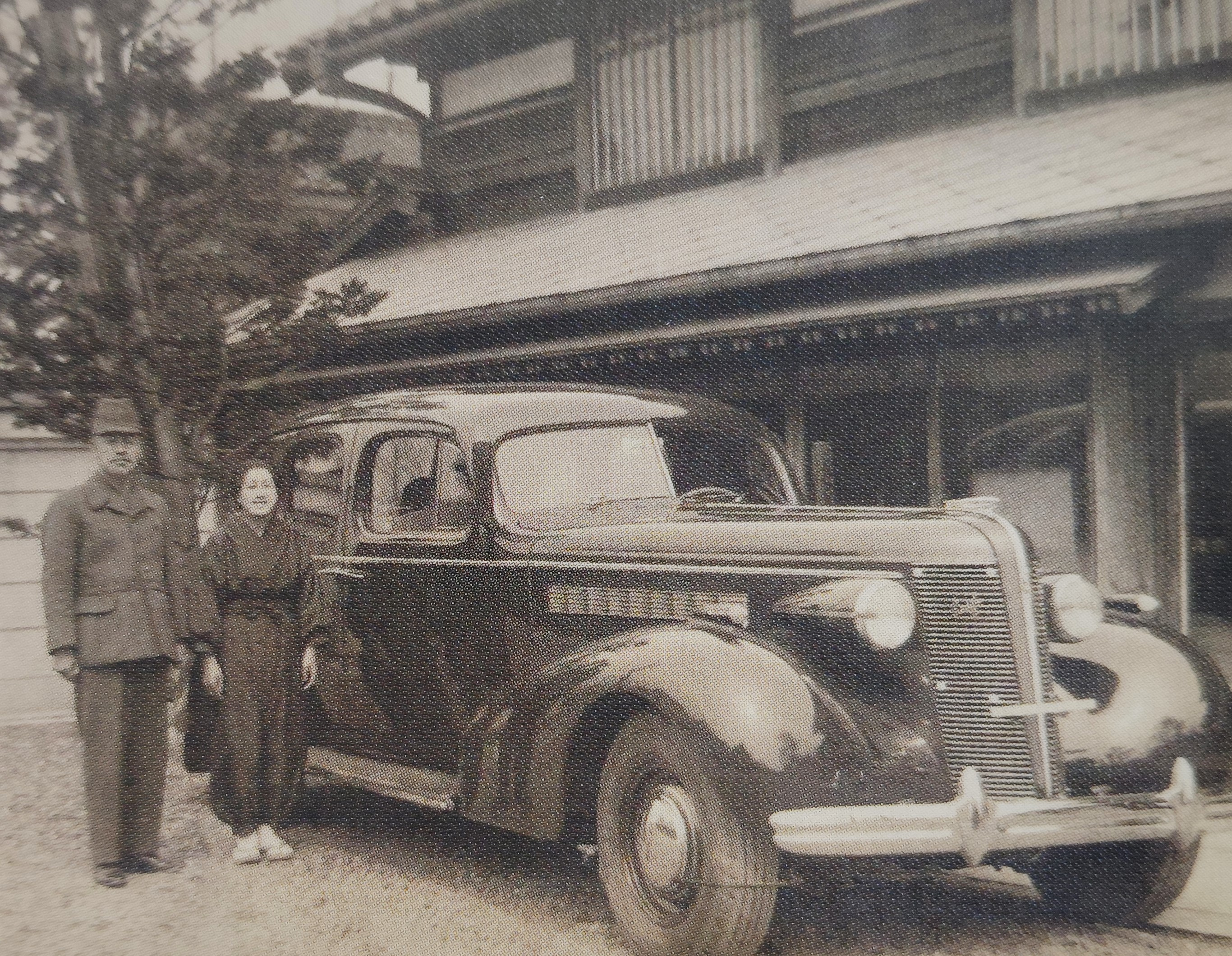
2代小林米三郎と妻チノ
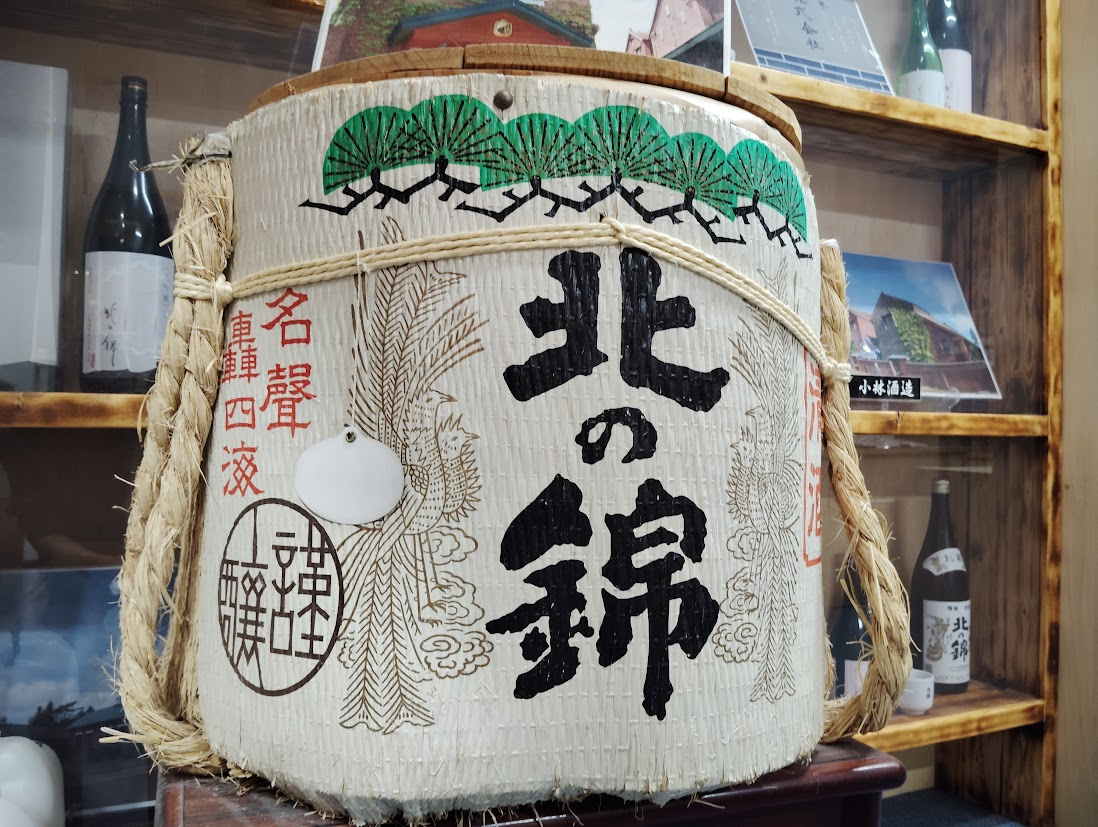
代表銘柄「北の錦」

### 年表
- 1869年（明治2年） - 初代米三郎、父母と兄とともに新潟県出雲崎町から来道[12]
- 1978年（明治11年） - 札幌すすきのにて道内清酒の先駆けとして醸造業を開始[12]
- 1897年（明治30年） - 角田村に小林家を建設[12]
- 1900年（明治33年） - 売上高8,750円、角田村へ移転、商標を「北の錦」とする[12]
- 1905年（明治38年） - 田中栄が来道[12]
- 1907年（明治40年） - 売上高38,000円[12]
- 1909年（明治42年） - 生産量928石、売上高46,400円[12]
- 1910年（明治43年） - 田中栄を婿養子に[12]
- 1914年（大正3年） - 初代米三郎死去[12]、養子の田中栄が2代米三郎を襲名[13]
- 1916年（大正5年） - 生産量1,550石、売上高58,900円[13]
- 1919年（大正8年） - 2代米三郎が発起人の一人として栗山駅前に本店を置く北海道殖産銀行
- を設立[13]
- 1920年（大正10年） - 北炭との一手納入契約を締結[13]
- 1936年（昭和11年） - 岩見沢「三光泉」を吸収合併、約1,000石増量し生産量8,000石超え[13]
- 1944年（昭和19年） - 空知管内の醸造業者を合併、空知酒類醸造株式会社設立[13]
- 1945年（昭和20年） - 太平洋戦争終戦によりGHQが接収[13]
- 1948年（昭和23年） - 原料米の確保が課題の中、合成酒、粕取り焼酎、還元果実酒を開発、販売[13]
- 1953年（昭和28年） - 2代小林米三郎が産業振興の発展に尽力した功績で藍綬褒賞を受賞[13]
- 1957年（昭和32年） - 生産量・日本酒12,000石、焼酎3,000石、新清酒1,000石、売上高12億円を記録[13]
- 1964年（昭和39年） - 石油部門、セメント部門を分社化し小林本店を設立[13]
- 1966年（昭和41年） - 資本金1億円、生産量2万石を記録、2代小林米三郎が北海道経済発展に尽力した功績で勲三等瑞宝賞を受賞[13]
- 1968年（昭和43年） - 2代米三郎死去[13]、小林伝二郎のひ孫にあたる小林精が3代米三郎を襲名[14]
- 1978年（昭和53年） - 酒造りの一時中止、北海道酒類販売株式会社の支援を受け製造を再開[14]
- 1986年（昭和61年） - 有志による「北の錦愛好会」が発足[15]
- 1988年（昭和63年） - 北海道米「ゆきひかり」を原料とした清酒を販売[14]
- 1989年（平成元年） - 第1回新酒まつり（現くりやま老舗まつり）開催[14]
- 1991年（平成3年） - 北海道米「きらら397」使用の清酒を販売、3代小林米三郎が酒類産業の発展に尽力した功績で黄綬褒賞を受賞[14]
- 1998年（平成10年） - 全日本空輸国際線クラブANA機内食酒に採用、北海道産初の酒造好適米「初雫」による酒を販売[14]
- 1999年（平成11年） - 旧精米所を改装した「酒の郷なつかしホール」完成[14]、加藤登紀子による酒蔵コンサートを開催[16]
- 2001年（平成13年） - 3代米三郎が会長、小林米孝が社長に就任[17]
- 2006年（平成18年） - 酒造群13棟が国の登録有形文化財に登録[17]
- 2008年（平成20年） - 特定名称酒100%達成、北海道洞爺湖サミット記念酒が日本航空国際便に搭載される[17]
- 2009年（平成21年） - 原料米を北海道産100%となる[17]
- 2011年（平成23年） - 3代米三郎死去。米孝が4代米三郎を襲名[17]
- 2014年（平成26年） - 蔵元の生家・小林家が一般公開[17]
- 2016年（平成28年） - 栗山町「地酒で乾杯する条例」の制定[18][17]
- 2019年（令和元年） - 日本遺産「炭鉄港」の構成文化財として認定[17]
- 2023年（令和5年） - 4代小林米三郎が酒類産業の発展に尽力した功績で黄綬褒賞を受賞[19]

## 立地
札幌方面からの栗山町の入口にある、道道45号線の夕張川にかかる馬追橋のたもとに位置する。1万坪の敷地内に煉瓦造や石造（札幌軟石）の倉庫の切妻屋根のシルエットが並び、不思議な静寂を生んでいる。

## 建築物

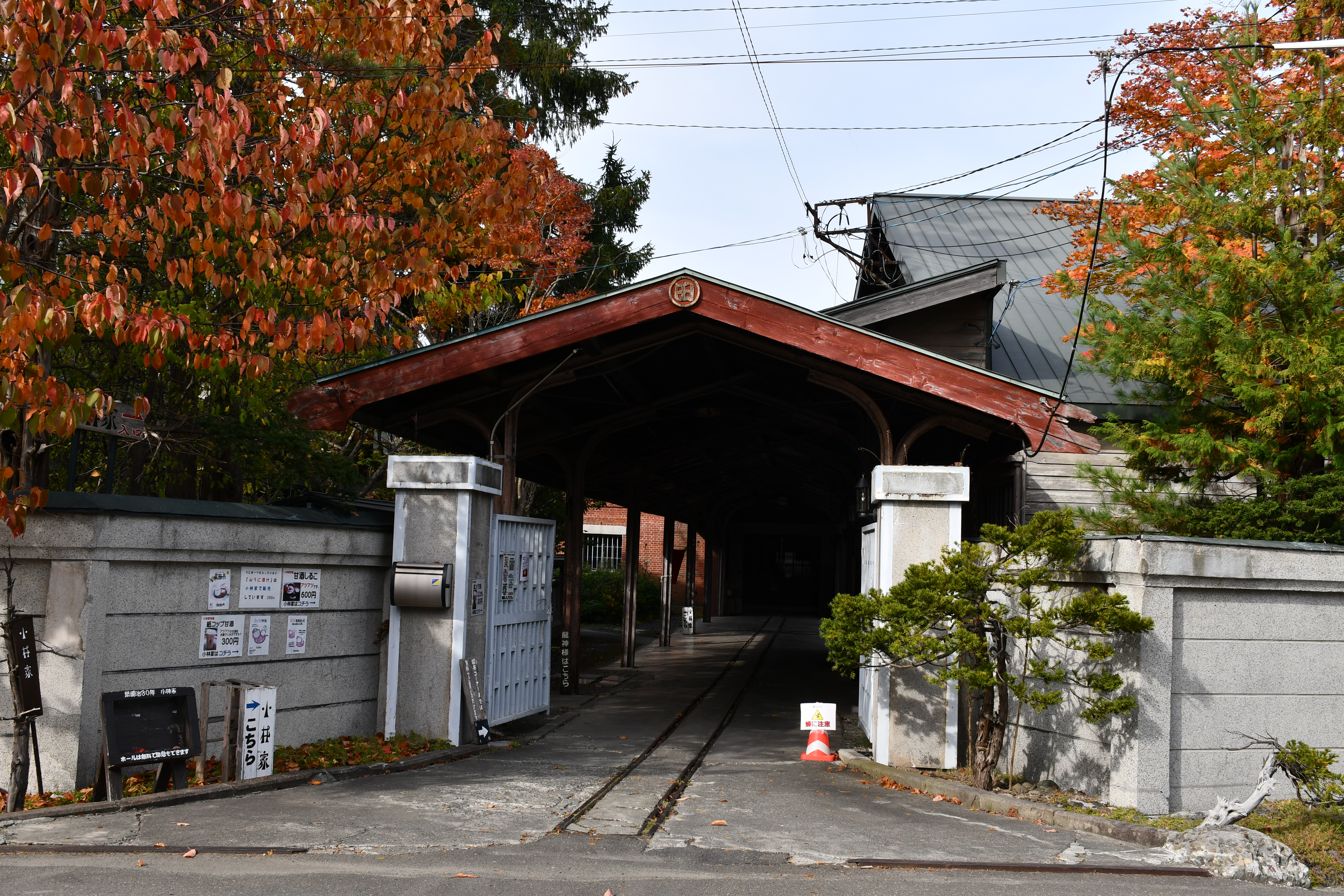
小林酒造施設内

2006年（平成18年）、敷地内に18の蔵を有しており、うち小林家住宅、一番蔵、四番蔵、五番蔵、六番蔵、蒸米場、旧ビール倉庫・缶詰資材庫、旧資材庫、二番蔵、三番蔵、製麹室、北の錦記念館（旧事務所）、旧精米場の13棟が、登録有形文化財に登録された。

2019年（令和元年）5月20日、栗山町など8市4町が申請したストーリー「本邦国策を北海道に観よ! 〜北の産業革命『炭鉄港』」が日本遺産に認定され「小林酒造建造物群」も構成文化財となった。
築100年以上のレンガ造や石造の蔵は、造り酒屋としては全国でも珍しいとされる。

### 登録有形文化財一覧
|    | 名称                                              | 構造                    | 建築面積 | 建築年                                        | 出典                               |
| -- | ------------------------------------------------- | ----------------------- | -------- | --------------------------------------------- | ---------------------------------- |
| 1  | 小林家住宅主屋                                    | 木造 2階建              | 355 m2   | 1897年（明治30年） 若しくは1901年（明治34年） | [ 21 ] [ 24 ] [ 26 ]               |
| 2  | 一番蔵                                            | レンガ造 平屋建         | 473 m2   | 1900年（明治33年）                            | [ 24 ] [ 26 ]                      |
| 3  | 四番蔵                                            | 石造 2階建              | 263 m2   | 1900年（明治33年）                            | [ 24 ] [ 27 ]                      |
| 4  | 五番蔵                                            | 石造 2階建              | 176 m2   | 1900年（明治33年）                            | [ 21 ] [ 24 ] [ 28 ]               |
| 5  | 六番蔵                                            | 石造 平屋建             | 200 m2   | 1900年（明治33年）                            | [ 21 ] [ 24 ]                      |
| 6  | 蒸米場                                            | レンガ造 平屋建         | 282 m2   | 1900年（明治33年）                            | [ 24 ] [ 26 ]                      |
| 7  | 旧ビール倉庫・缶詰資材庫 （大正・昭和のくらし館） | 木造 平屋建             | 199 m2   | 1920年（大正9年）                             | [ 21 ] [ 26 ]                      |
| 8  | 旧資材庫 （昔の酒道具展示館）                     | レンガ造 2階建          | 114 m2   | 1920年（大正9年）                             | [ 24 ] [ 26 ]                      |
| 9  | 二番蔵                                            | レンガ造 2階建          | 382 m2   | 1921年（大正10年）                            | [ 21 ] [ 24 ] [ 29 ] [ 26 ]        |
| 10 | 三番蔵                                            | レンガ造 2階建          | 312 m2   | 1921年（大正10年）                            | [ 21 ] [ 24 ] [ 30 ] [ 26 ]        |
| 11 | 製麹室                                            | 木骨レンガ造り 2階建    | 282 m2   | 1900年（明治33年） 若しくは1922年（大正11年） | [ 12 ] [ 26 ] [ 21 ] [ 24 ] [ 31 ] |
| 12 | 旧事務所 （北の錦記念館）                         | RC造 2階建              | 200 m2   | 1944年（昭和19年）                            | [ 24 ] [ 21 ] [ 26 ]               |
| 13 | 旧精米場 （酒の郷なつかしホール）                 | 木造一部レンガ造 平屋建 | 568 m2   | 1953年（昭和28年）                            | [ 24 ] [ 26 ]                      |

### 小林家住宅主屋

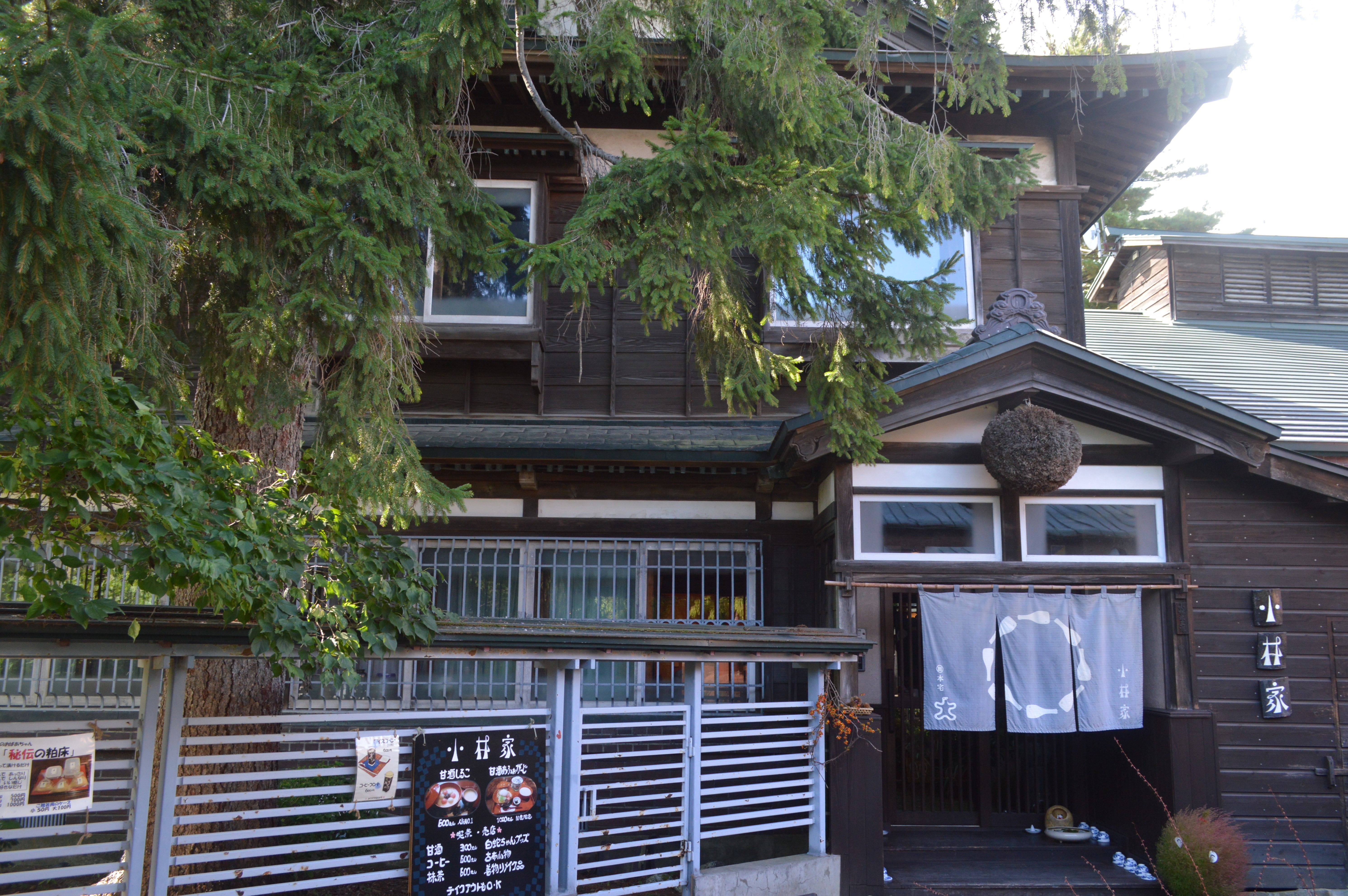
小林家住宅

小林家住宅は、入母屋造瓦葺であり、1908年（大正7年）および1930年（昭和5年）に一部増築している。一時は小林酒造の事務所としても使用されていた。2013年（平成25年）まで蔵元の生家だったが、当時の生活文化の見学や甘酒などを楽しめる喫茶施設「小林家」として、一般公開している。

### 一番蔵

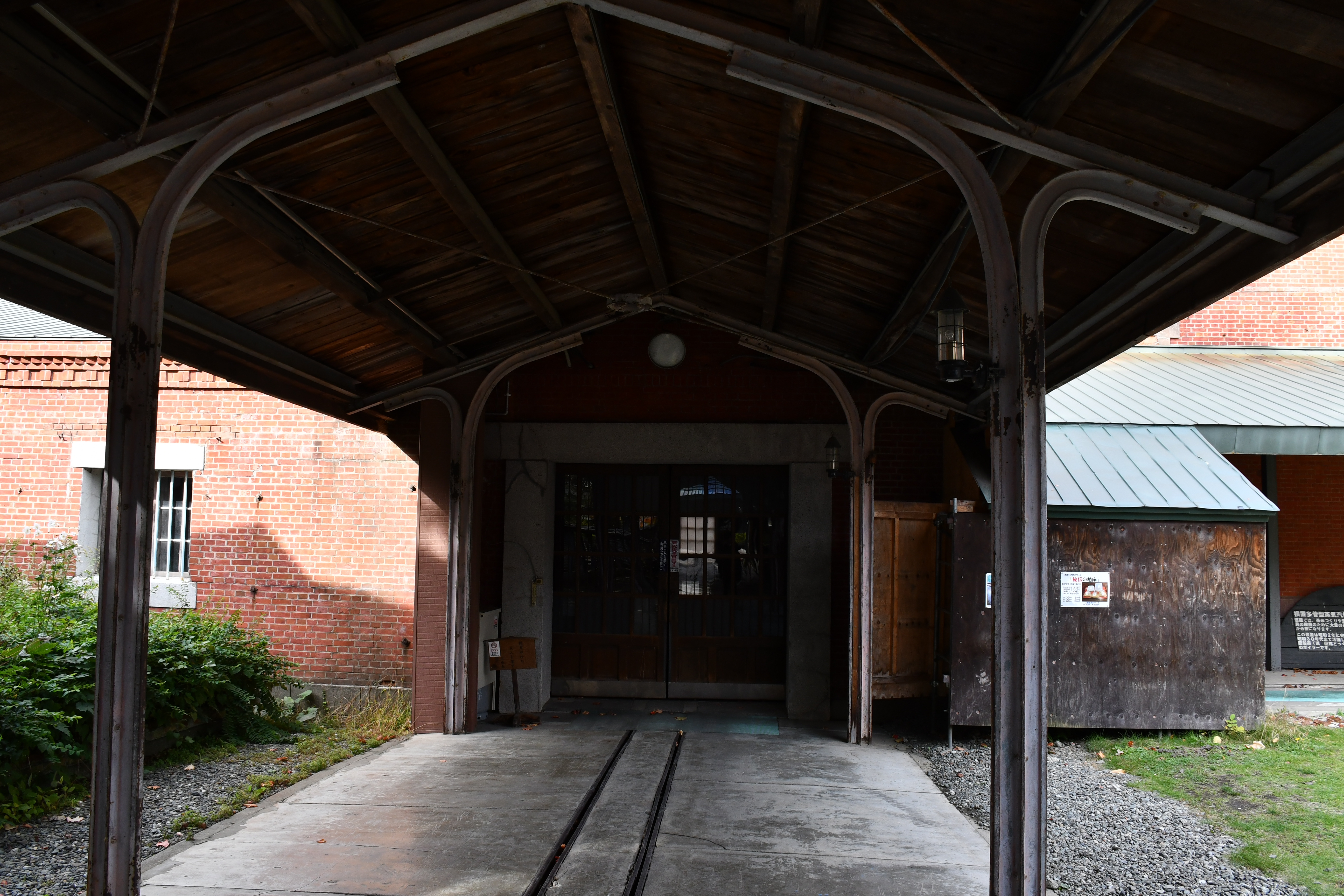
一番蔵と蔵に向かう通路

東西軸に建つレンガ造りの蔵。四番蔵 - 六番蔵や製麹室が直角に接続し、三番蔵横にも通路で接続しており、平側軒面のコーニスにデンティルが一部設けられている。内部には醸造タンクが50メートル近く並び、キングポストトラスの屋根組で広いスペースで造っている。創業当初は屋根付きの作業場であった考えられており、冬の低温と積雪を考慮すると空地では酒造作業は不可能で、それまで使用していた建物を、1908年（大正7年）に建て替えたものと推定されている。

### 四番蔵
三番蔵の西隣に位置し南北軸に立つ2階建の軟石蔵で、小林酒造最古の蔵の一つ。一番蔵に接続しているがレンガ造りの下屋（さしかけ）を付けられている。一番蔵側の出入口には重厚な木製竪格子戸を設け、上部の石墨は鳥居形の上にアーチを載せている。軟石を片馬積み目地で積み、軒蛇腹、妻側破風も石積であり重厚な外観を保っている。火入れ（熱処理）等の蔵に貯蔵する作業や蔵出し、濾過等の瓶詰め直前の作業を行う蔵である。

### 五番蔵

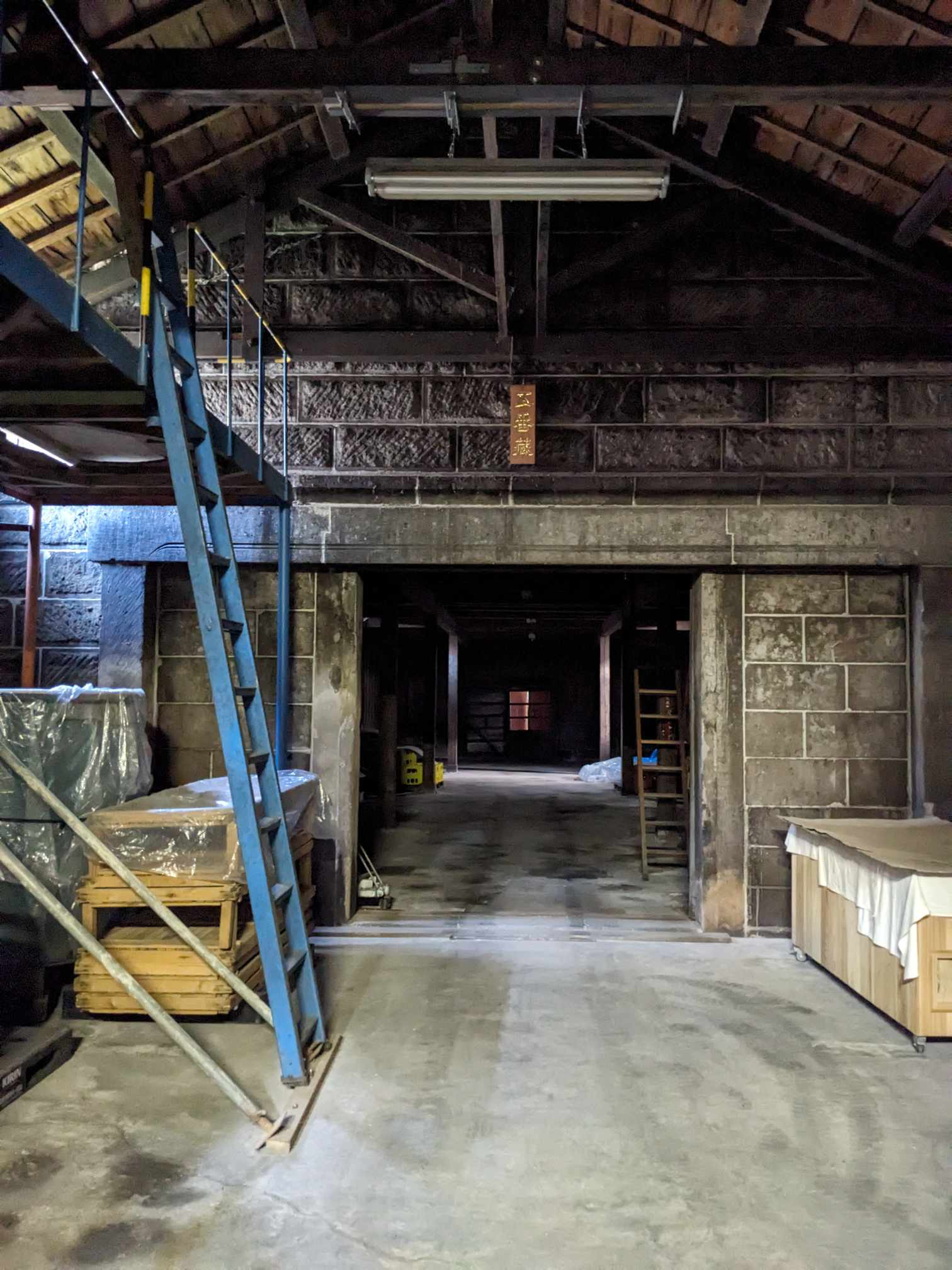
五番蔵

四番蔵の西隣に位置し南北軸に立つ2階建の軟石蔵で、小林酒造最古の蔵の一つ。一番蔵に接続し四番蔵と同じ作業を行う。1階、2階共に計6本の柱を並べ、2階の平側および北妻面に窓がある。両妻側に出入口を設けており鳥居形となっている。軟石積の蔵に共通する木製の格子戸があり、腰蛇腹を回し軟石を片馬踏み目地で積んだ重厚な外観である。

### 六番蔵

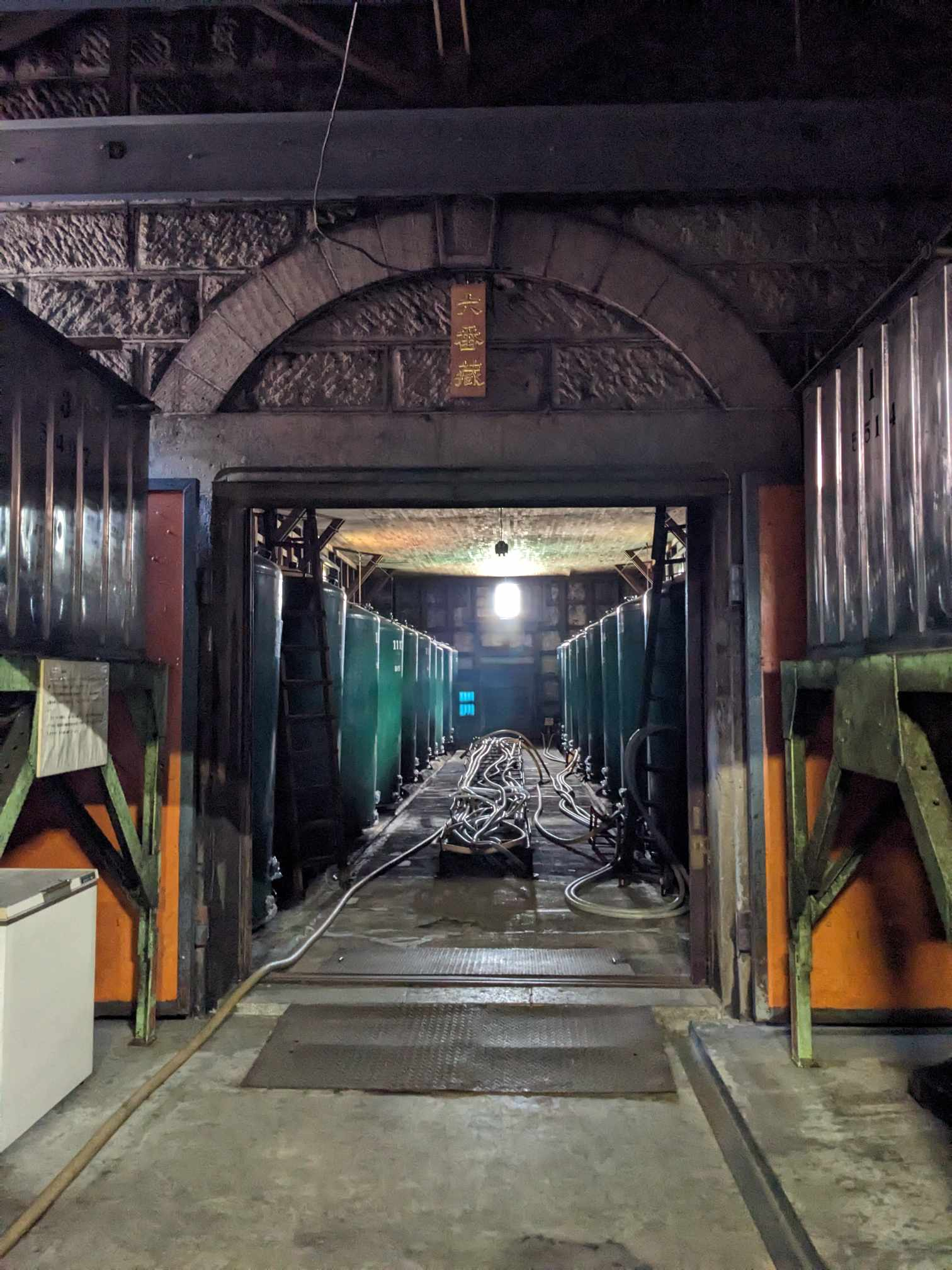
六番蔵（検定蔵）

五番蔵の西隣に位置し南北軸に立つ2階建の軟石蔵で、小林酒造最古の蔵の一つ。一番蔵に接続しており、税務署職員から日本酒が酒税法通りに造られたどうか検定を受ける「検定蔵」として利用し、酒の貯蔵タンクが並ぶ。南北両面に出入口、南北平側の軒下にそれぞれ窓を設け、出入口上部には、四番蔵と同様に石積のアーチを載せている。

### 蒸米場

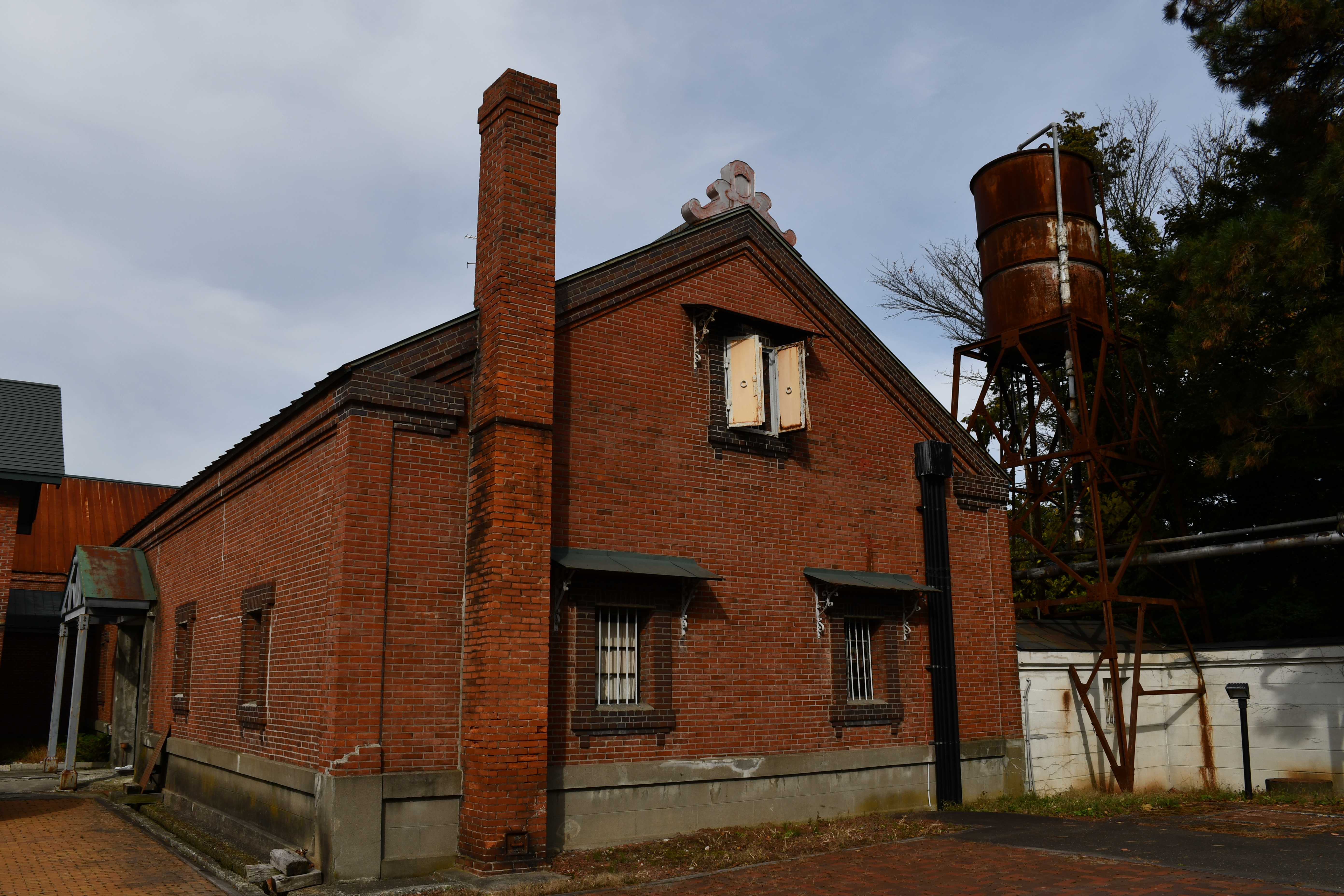
精米場

敷地西側に南北軸で建つレンガ造りの蒸米放冷室。一番蔵の妻側に接続し、仕込蔵と圧搾室とも接続している。基礎を石造風のモルタル塗り、四隅に柱形を出し、窓は南妻側に2か所と西側面に設けている。南側側面にはレンガ煙突が立ち、小屋組みはキングポストトラス構造である。創業当時の荷車用のレースが残る。

### 旧ビール倉庫・缶詰資材庫（大正・昭和のくらし館）

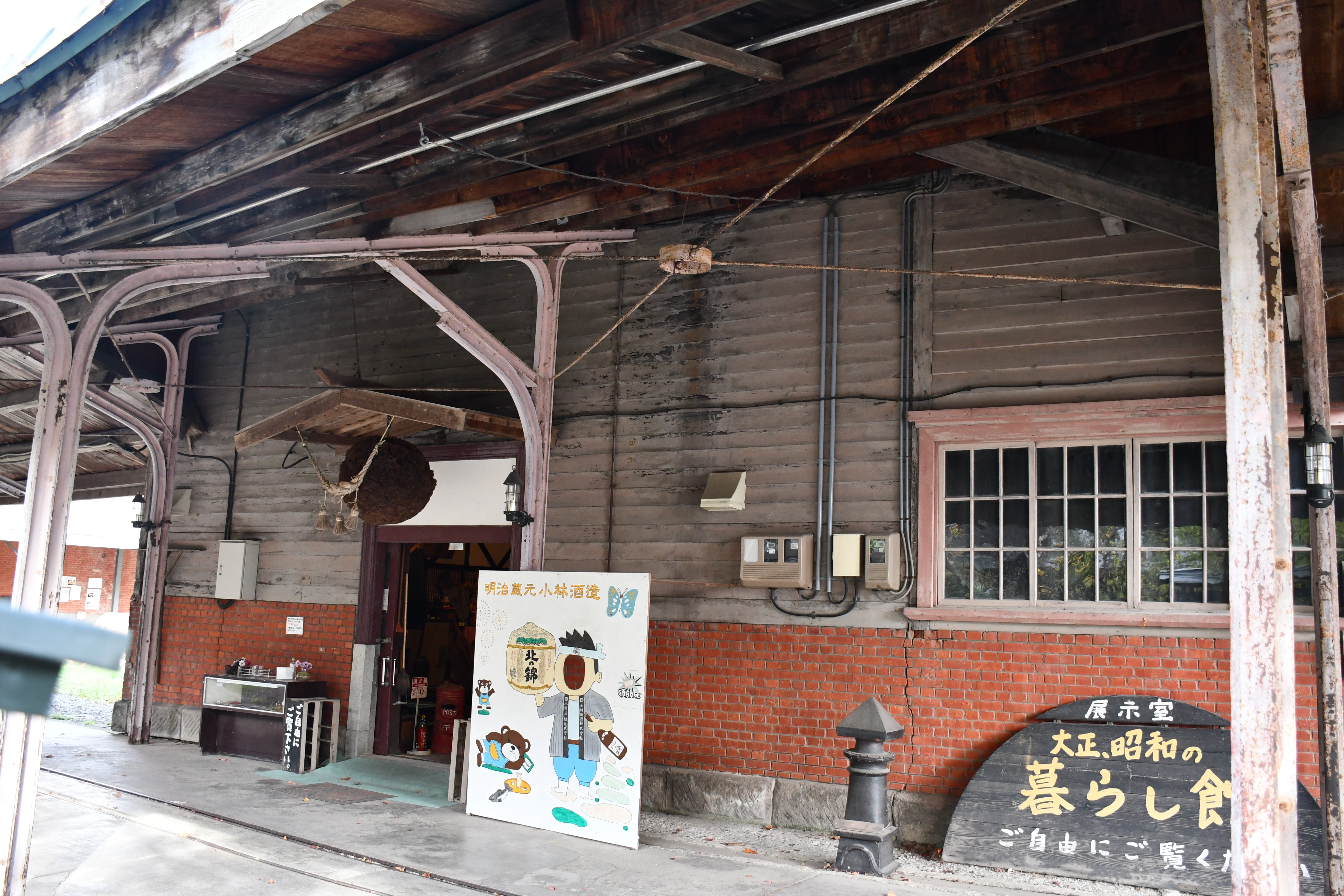
大正・昭和のくらし館（旧ビール倉庫・缶詰資材庫）

酒造内南側にある台形状の中庭に面して建つ木造倉庫。屋根は鉄板張り、外壁の腰壁はレンガ積みで落ち着いた色合い。壁は下見板張りとし、妻側面の梁と束は露わしである。出入口には廊下側にあり杉玉が吊るしてあり、現在は「大正・昭和のくらし館」と称し、明治 - 大正 - 昭和初期の昔懐かしい生活用品を展示しており、ミュージアムの趣もある。施設横には、1931年（昭和6年）に函館船渠（現函館どっく）で製造された蒸気ボイラーが展示されており、昭和30年代まで使用されていた。

### 旧資材庫（昔の酒道具展示館）

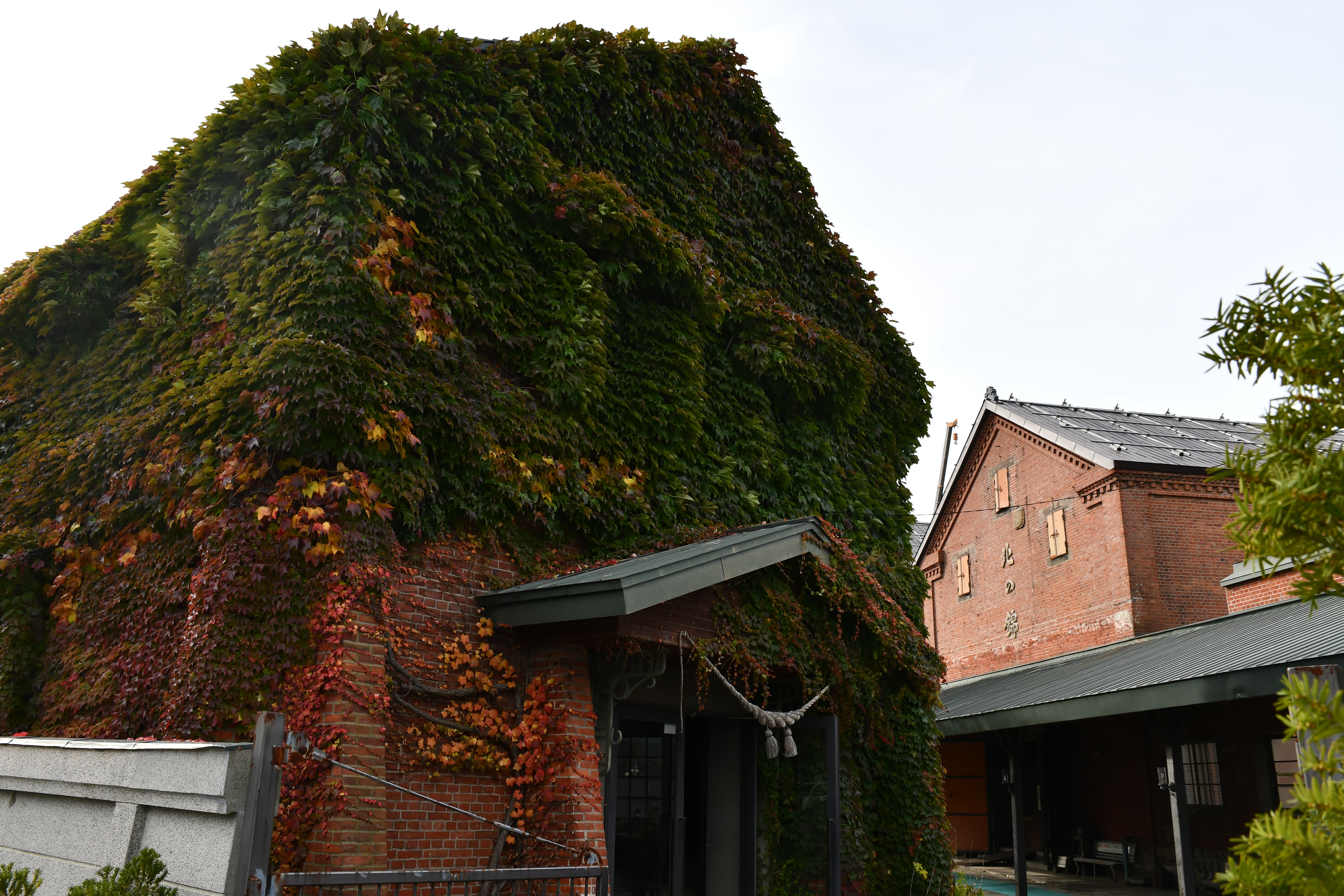
昔の酒道具展示室（旧資材庫）

レンガ造2階建の旧資材庫で、旧ビール倉庫・缶詰資材庫に接続しており、1階内部は2本の円柱コンクリートが立てられている。妻側に2か所、平側に5か所のバットレスがつけられており、建物本体はイギリス積みに対して長手積みであるため、後年に補強されたと想定される。現在は、昔の酒道具展示の場となっている。

### 二番蔵

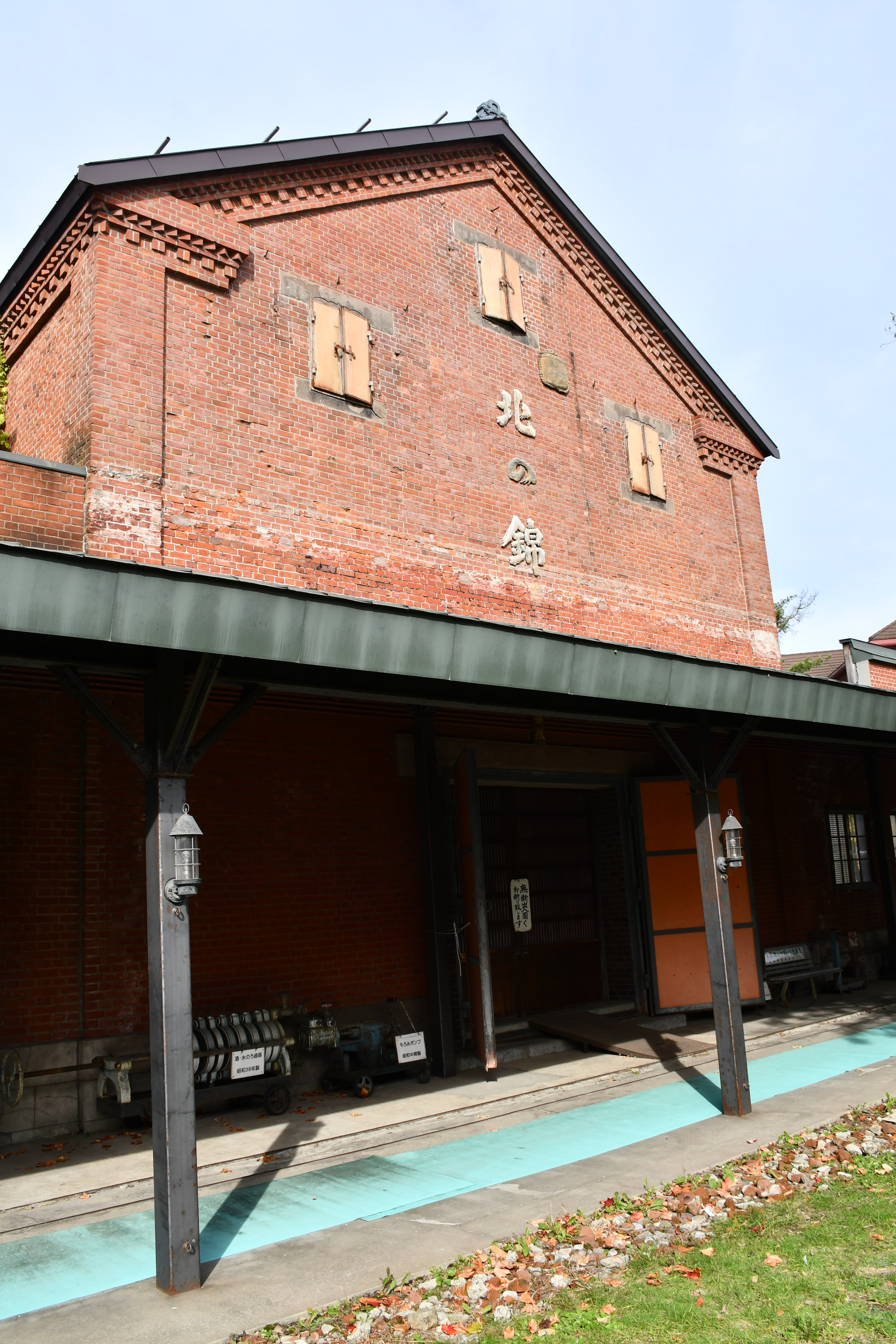
二番蔵

南北軸に建ち、東側の旧事務所横に位置する。イギリス積みのレンガ造りであるが、2階窓上のコンクリート臥梁に装飾の掘り込みがされている。妻面の窓およびディンティル、鬼瓦等の意匠に特徴がある。内部1階は計14本の柱を2列に並べ、南側の回廊に面して出入口を設け、主に高級酒の貯蔵蔵として使用している。30度を超える真夏でも蔵の中は15度は超えず長期保存に適している。2階には窓が設けられ「北の錦」の箱文字と菰俵（こもだわら）の看板を施している。

### 三番蔵

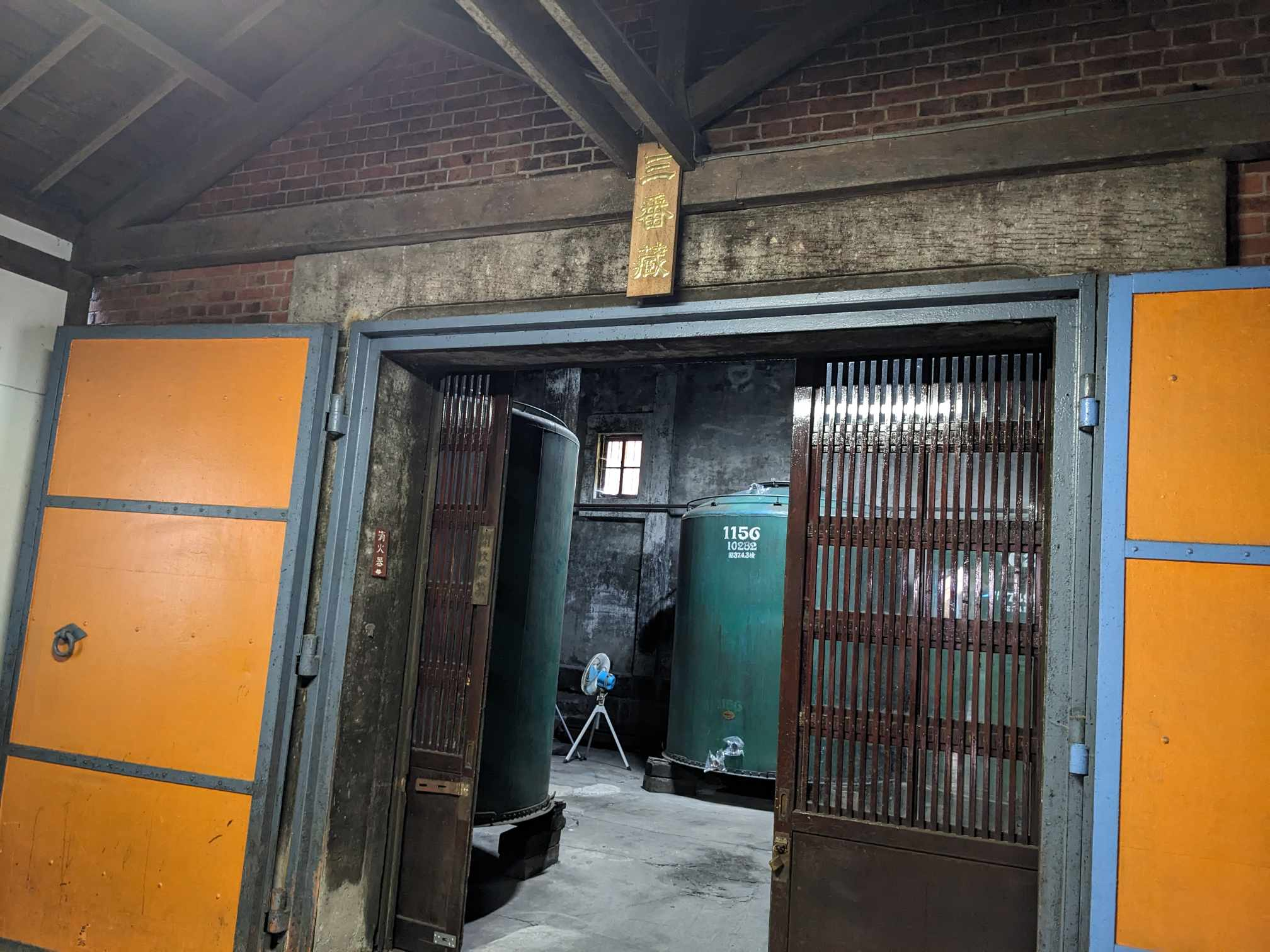
三番蔵

南北軸に建つイギリス積みのレンガ倉庫。一番蔵と通路で接続しており、二番蔵の西側に位置している。切妻屋根で軒下にコーニスやディンティルを設けるなど、規模、様式は二番蔵と同様で、小屋組みも二番蔵と同じキングポストトラスである。吟醸酒や冷酒等を貯蔵するために蔵の奥側半分が冷蔵庫になっている。

### 製麹室
六番蔵の西側に南北軸に建つ、イギリス積みレンガ造の製麹(せいぎく)室で2階建て。一番蔵に直角に接続している。1階は西面南寄りに戸口を設けており、北西隅を麹室（こうじむろ）がある。2階には平側に4か所、北妻側に1か所に窓を設けており、小屋組はキングポストトラス構造である。現在は新しい麹室があるため、使用されていない。

### 旧事務所（北の錦記念館）

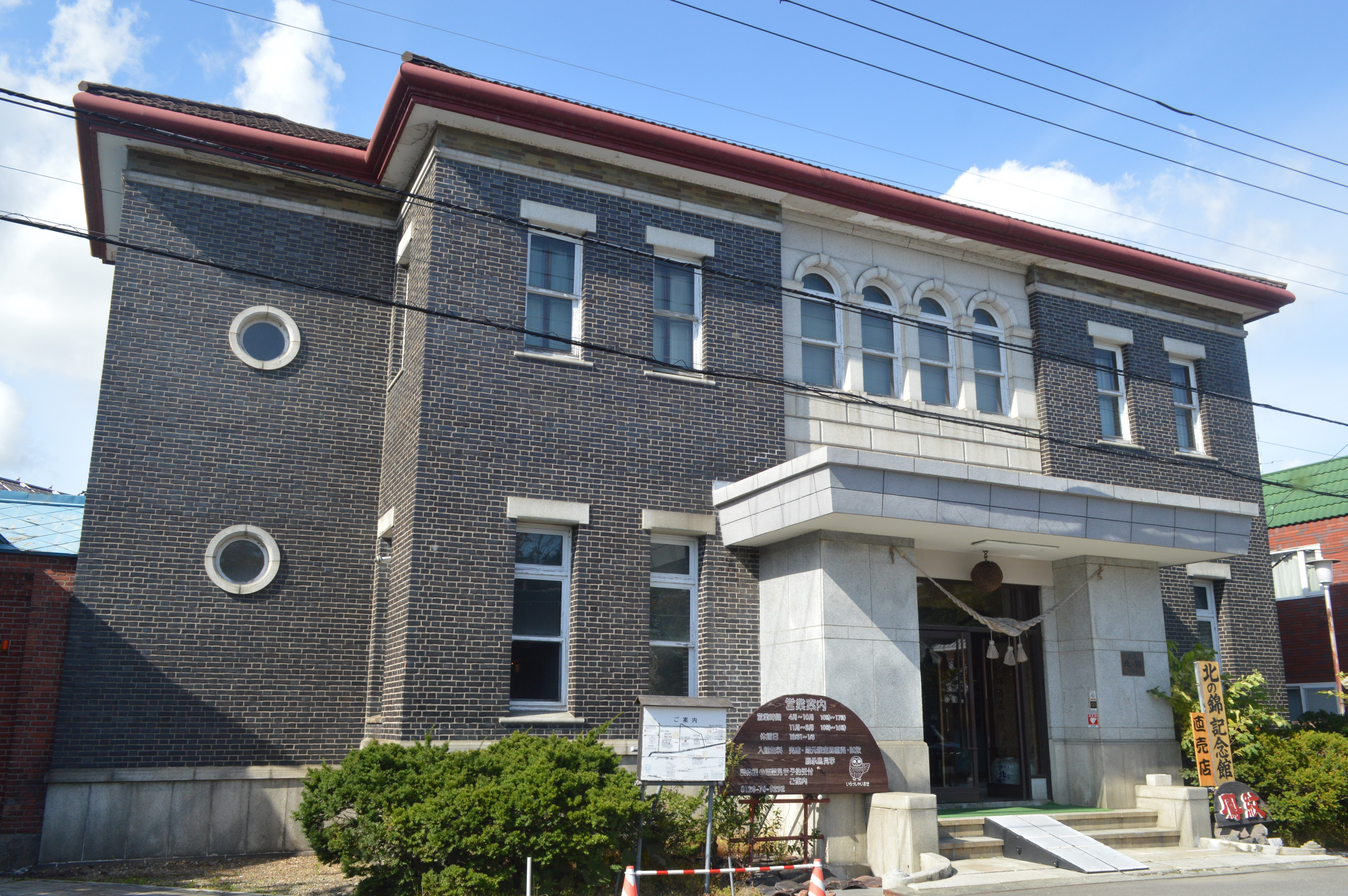
北の錦記念館（旧事務所）

構内入口に位置する北の錦記念館は、かつては事務所として使用していたが、1995年（平成7年）より一般公開している。小樽の銀行をモデルに設計され、外装の壁面には焼き過ぎレンガ風タイル貼られているほか、2階正面の四連アーチや丸窓など、造り酒屋のイメージとは離れたモダンな外観やインテリアを有する。内部には、独立円柱で支えられた梁や大きな金庫室を有するほか、2階に続く階段の壁には、型押しの二丁掛けタイルが貼られている。館内では酒造りの歴史を刻んだとっくりなどの酒器をはじめ什器・身の回り品など、約5,000点を展示しているほか、日本酒の試飲も可能。蔵元限定酒など、ここでしか手に入らない商品もある。

### 旧精米場（酒の郷なつかしホール）

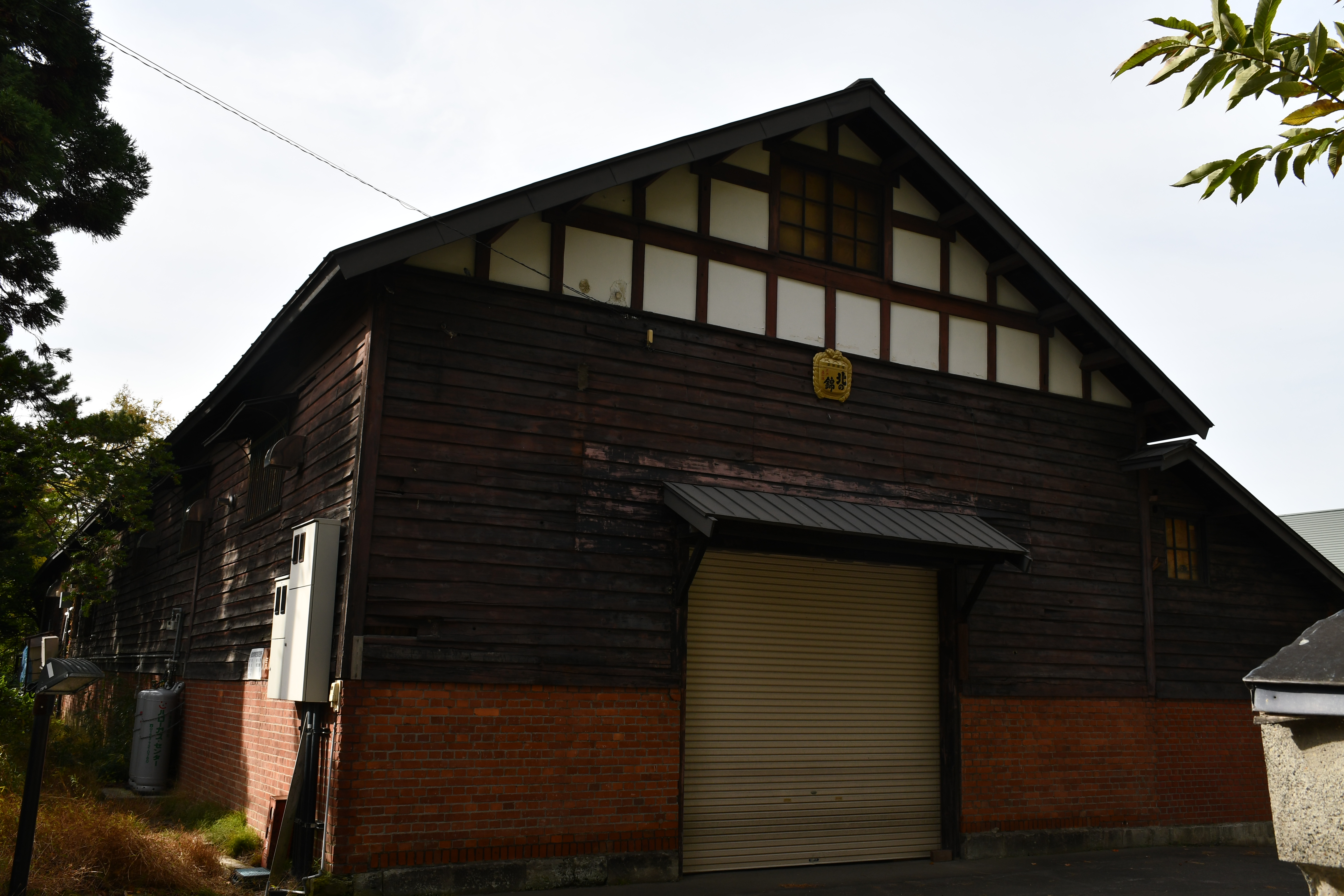
酒の郷なつかしホール（旧精米場）

木造一部レンガ造の平屋建ての旧精米場。腰壁がレンガ積みで軒下まで下見板張り、軒桁から上部は漆喰塗りと梁、束を表わしたものであり、3種類の外壁仕上げが特徴。北側に3.6メートル幅の下屋が付きの差掛け屋根となっている。1999年（平成11年）に改修し、内部を多目的ホール「なつかしホール」に改装し下屋部分を通路とした。内部は当時の状態を留めていない。こけら落しとして加藤登紀子の「ほろ酔いコンサート」が開催された。

### その他
煉瓦蔵と石蔵は、夏場であっても冷房なしに室温を15度以下に維持できるほか、蔵に住み着く黒色のカビが湿度の調整に作用しており、清酒にとって良好の環境である。
一部の倉庫には、旧夕張鉄道敷設時に余ったレールを買い取り、加工して施設内の支柱にしているほか、敷地内にはトロッコに乗せて出荷していたころの古いに荷車用のレールの跡が残る。

### 付属施設

#### 酒とそば「錦水庵」

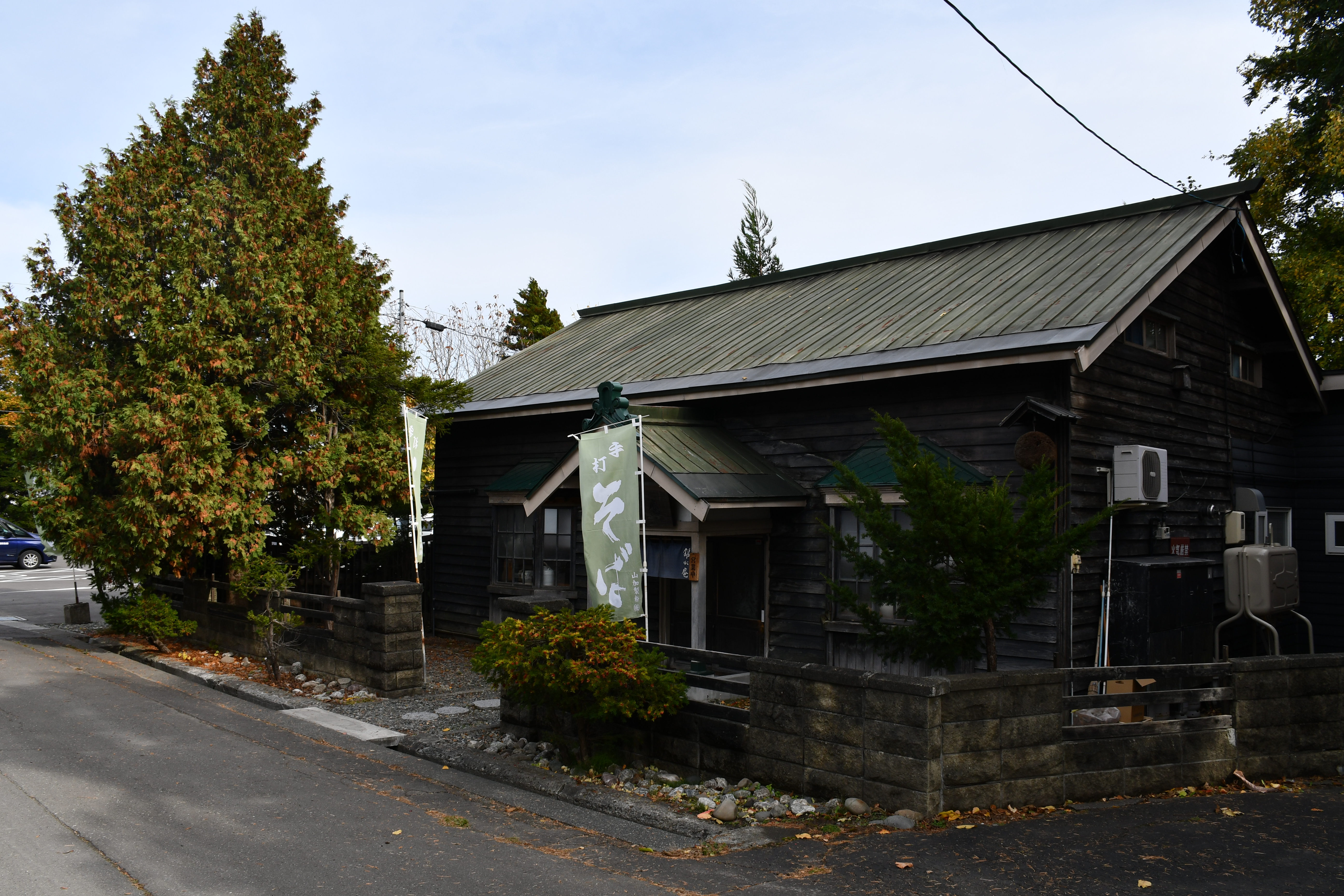
酒とそば錦水庵

北海道産のそば粉を使った、手打ちそばが日本酒と共に味わえる直営店として、2006年（平成18年）に開店した。そば粉を九割使用したそばは「せいろ」と「田舎」の2種類がある。1925年（昭和元年）に小林家の新宅として建てられた家を改装し、当時のままのガラス戸や柱など趣のある雰囲気を醸しだしている。店内には酒の甕（かめ）や焼き物などの歴史を感じさせる品々が並ぶ。

#### restaurant&cafe「pont」
旧精米場の一部を改装した店舗に2021年（令和3年）8月にオープンしたフランス料理店。店名の「pont（ぽん）」の由来はフランス語で「橋」。札幌で修行したシェフ・葛巻紘が、栗山町や長沼町、由仁町などの近郊農家から直接仕入れた野菜を使用し調理。

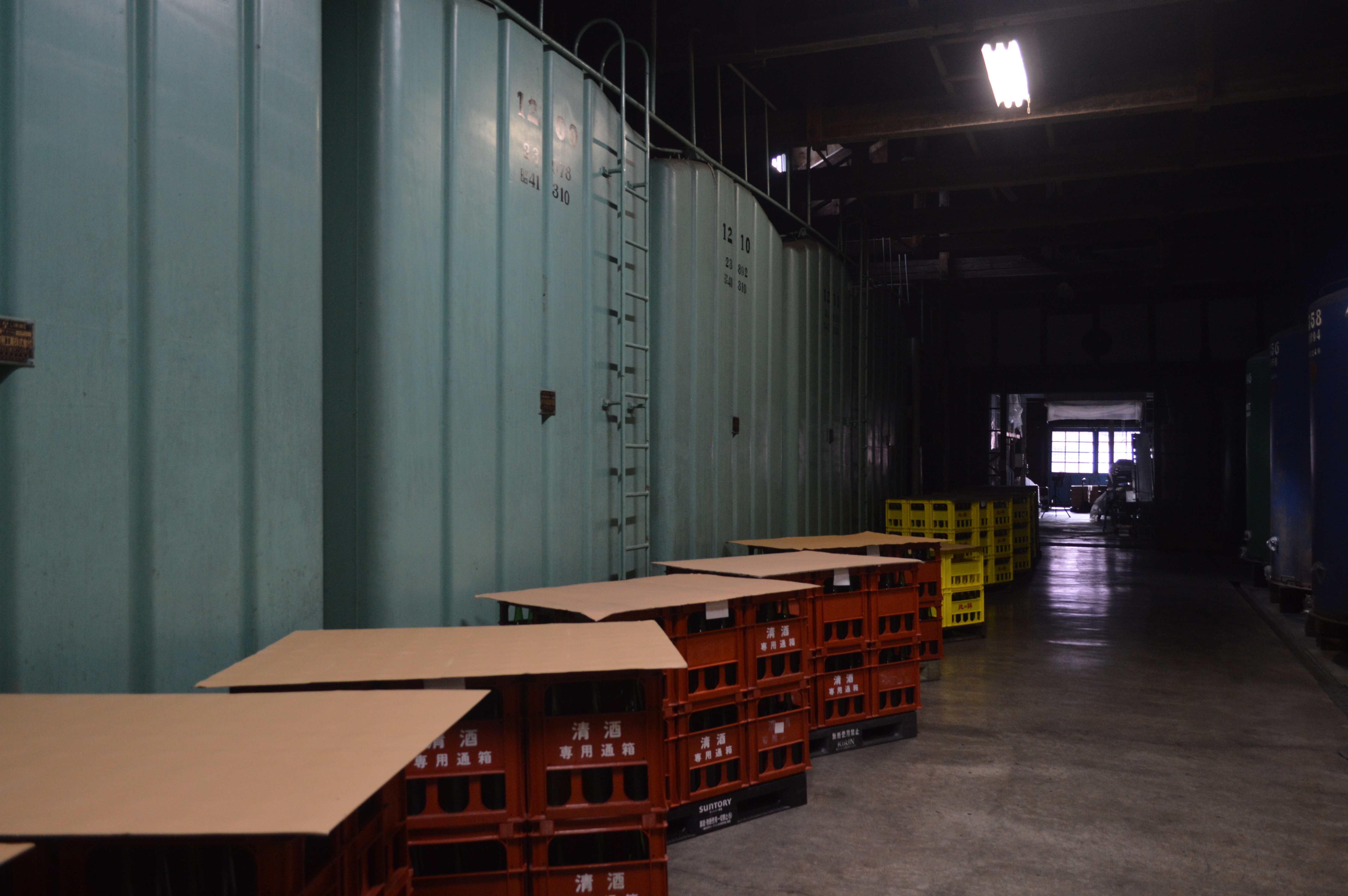
一番蔵
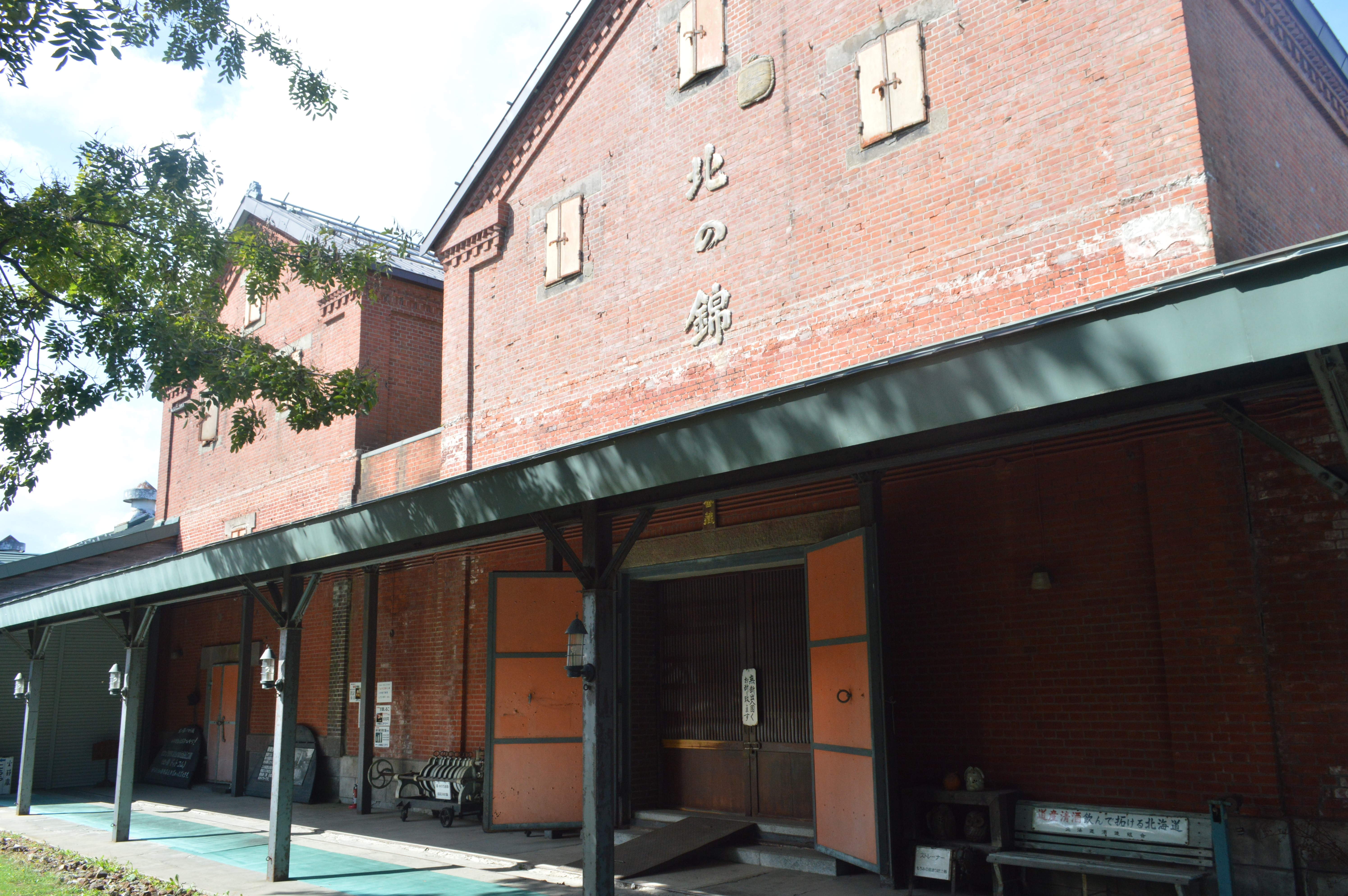
二番蔵
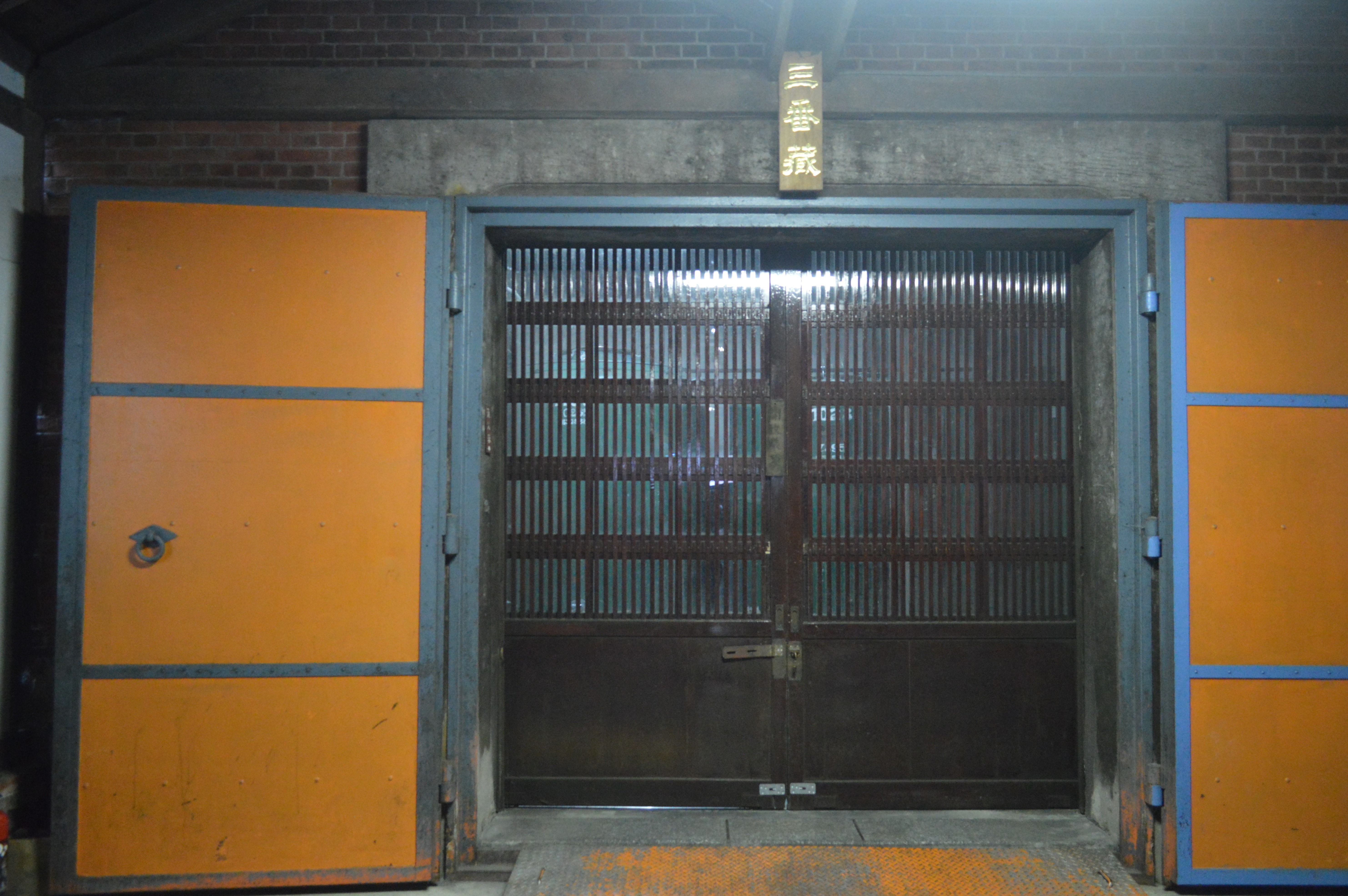
三番蔵
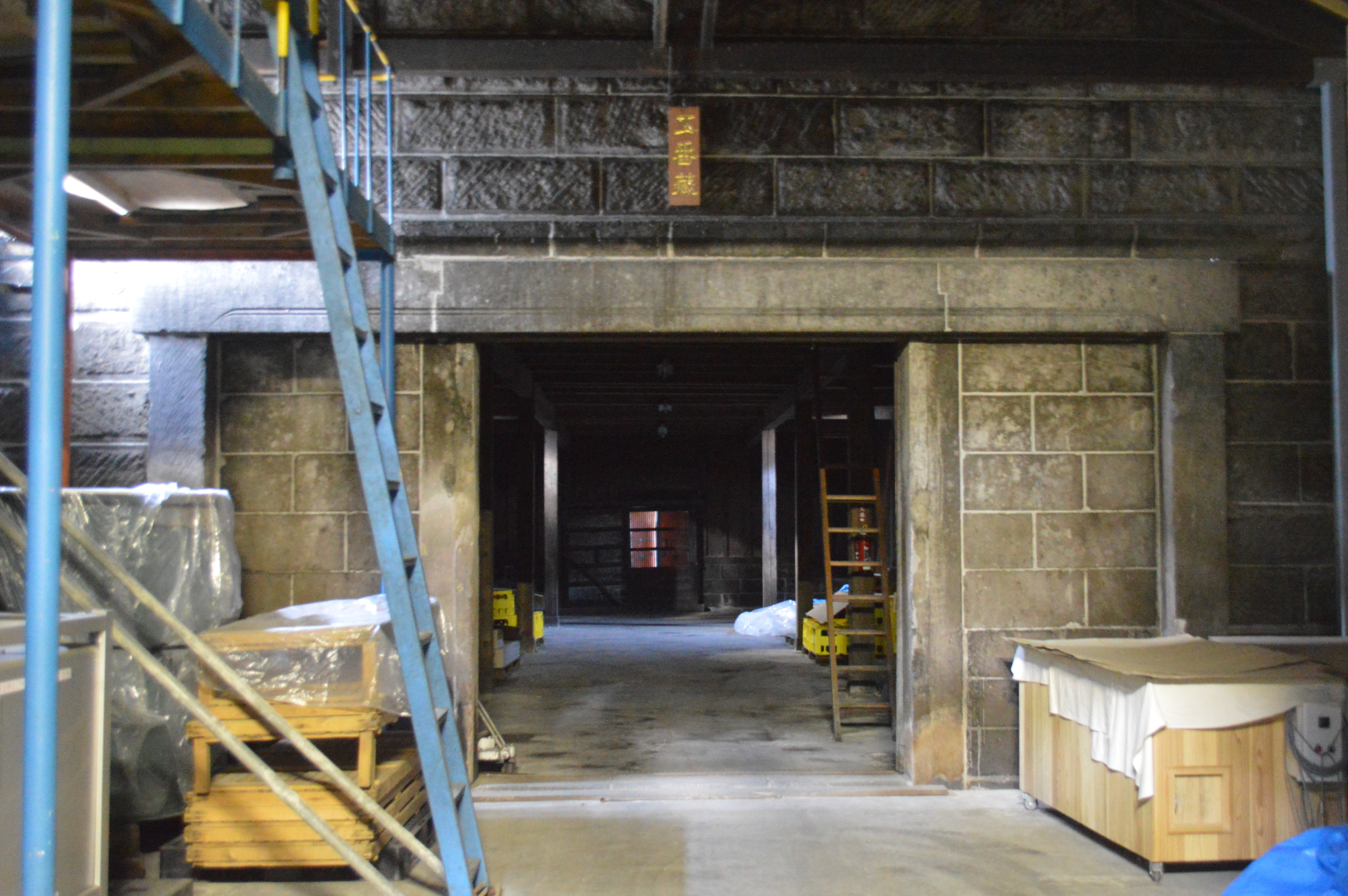
五番蔵
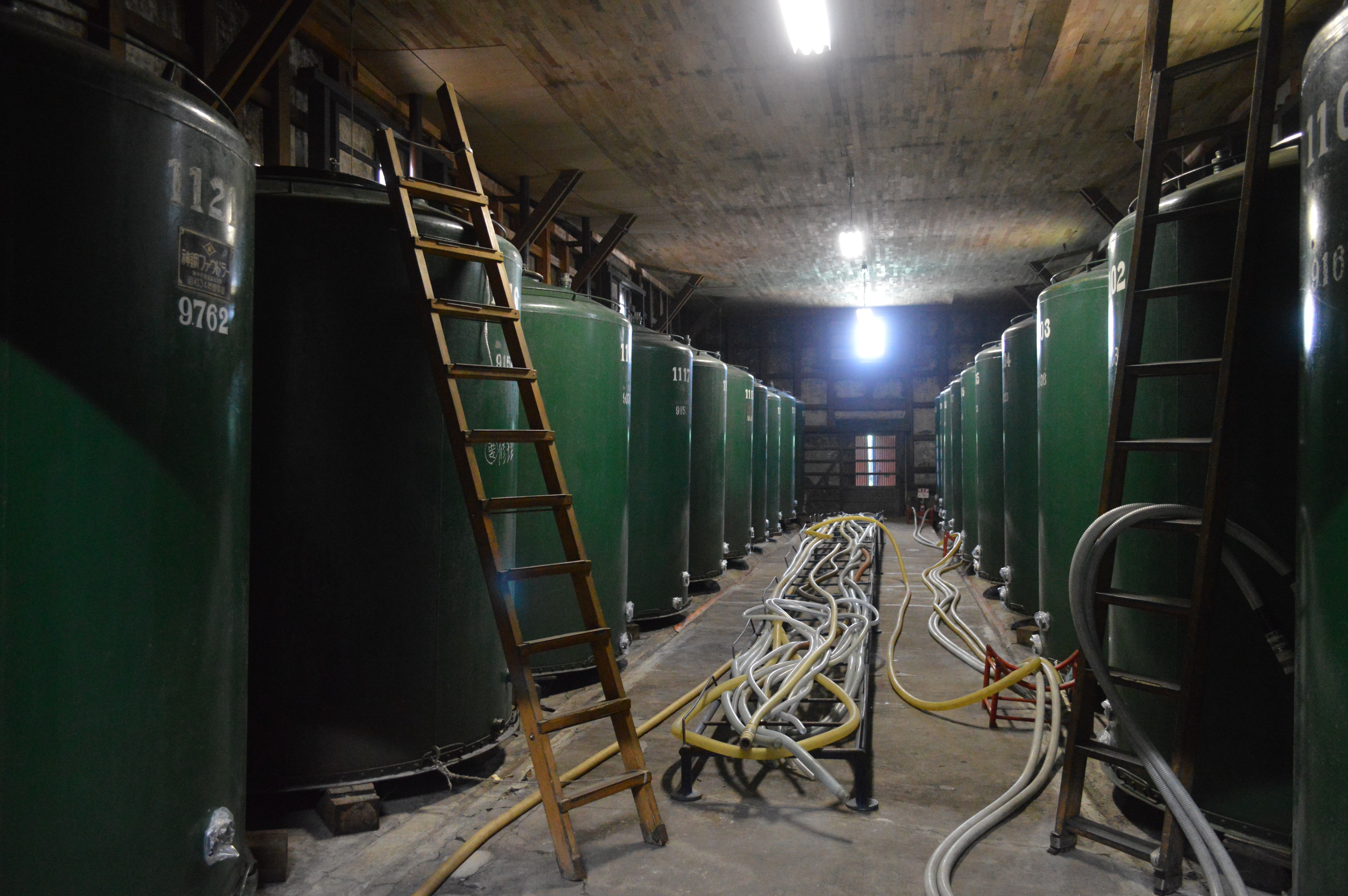
六番蔵
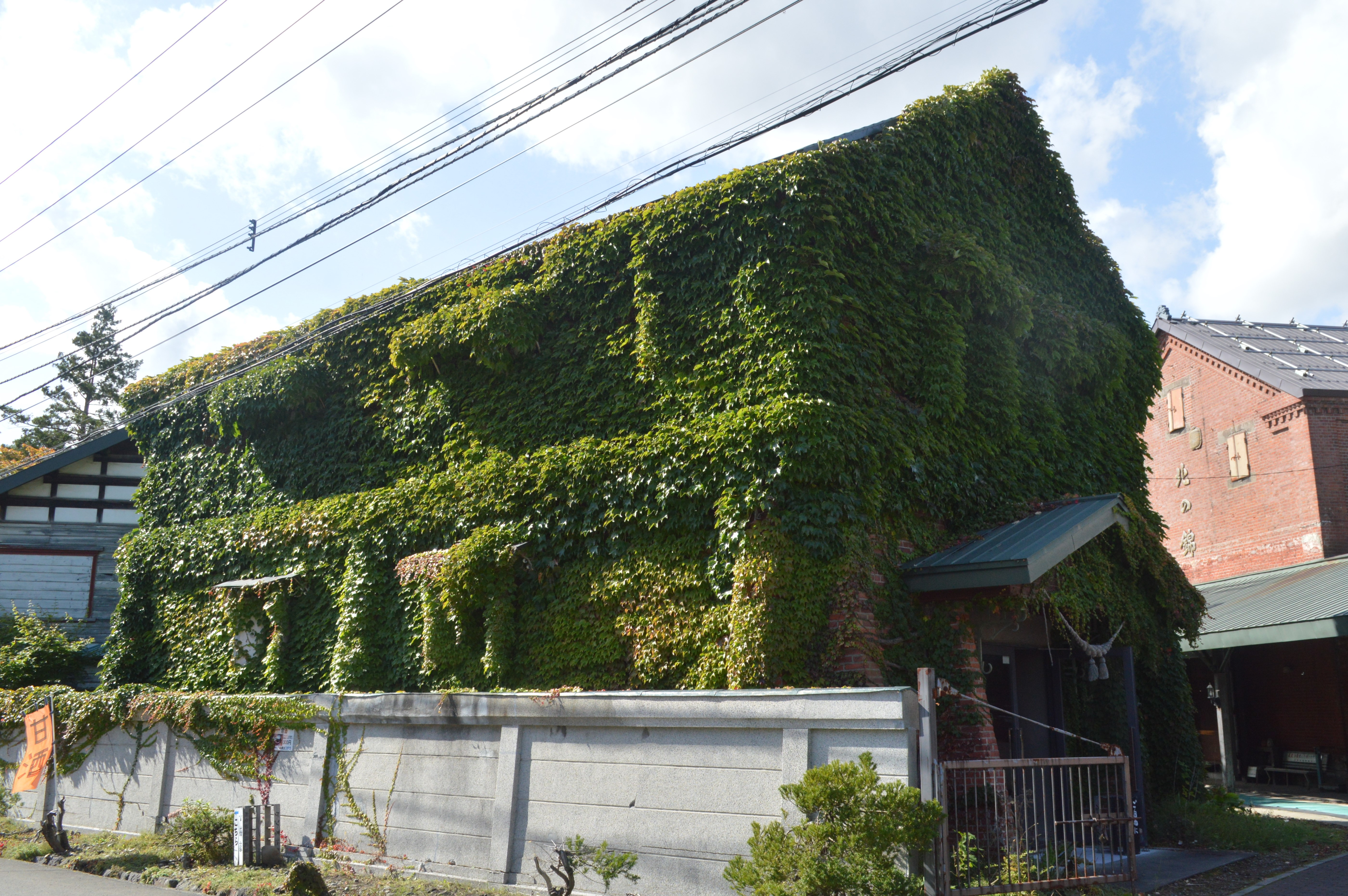
旧資材庫（昔の酒道具展示館）
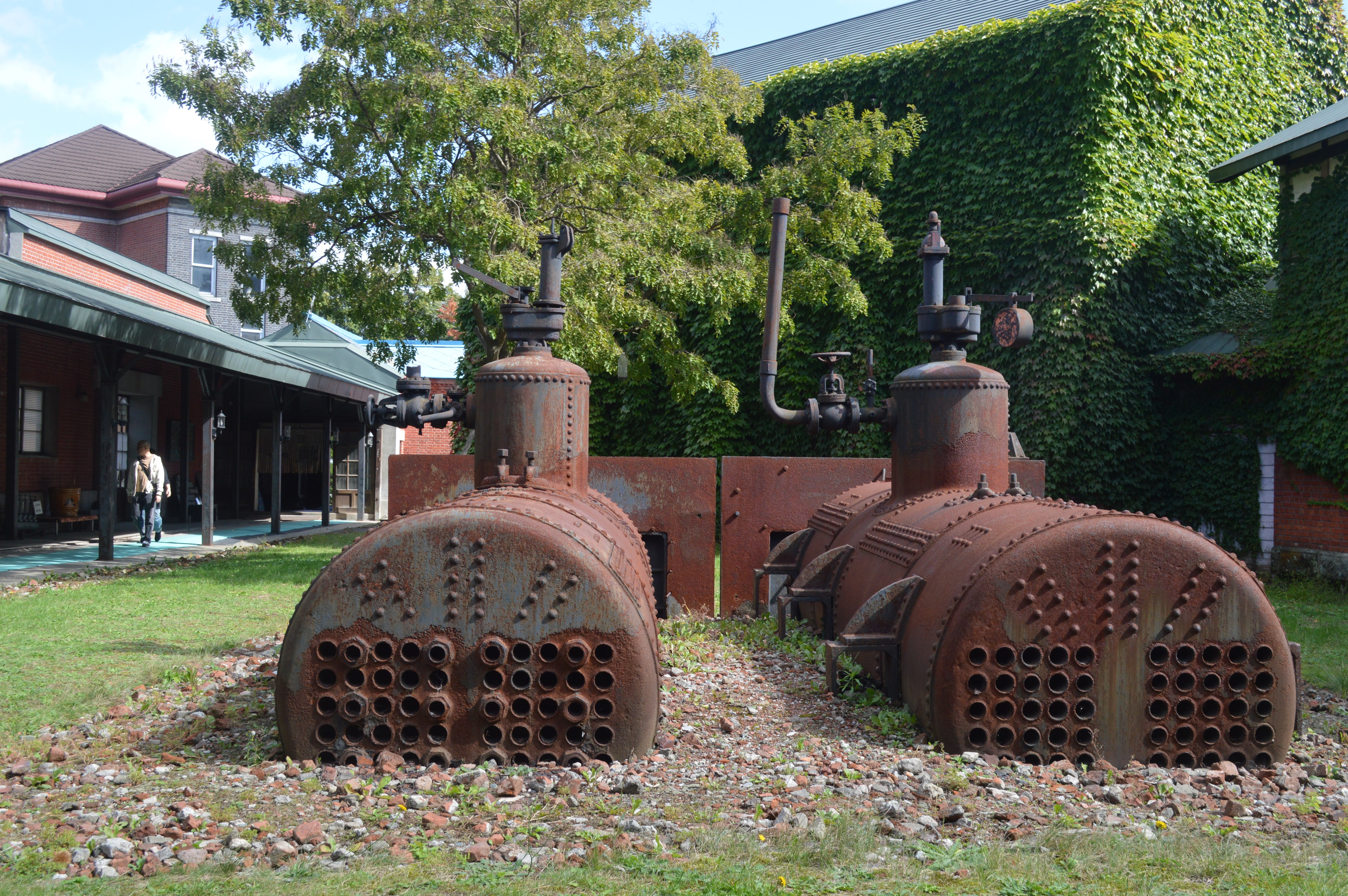
中庭に設置されている蒸気ボイラー
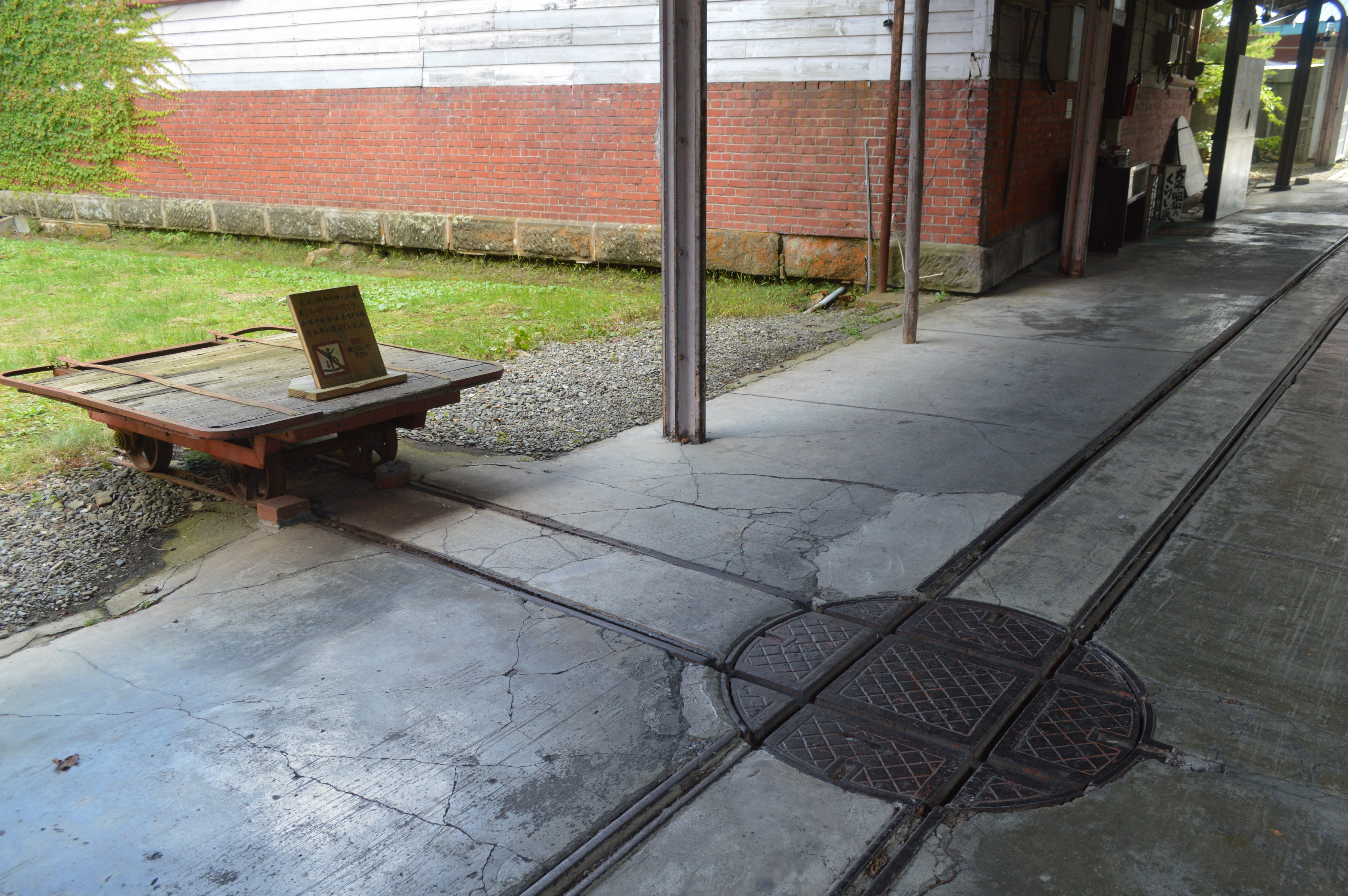
トロッコのレールと転車台
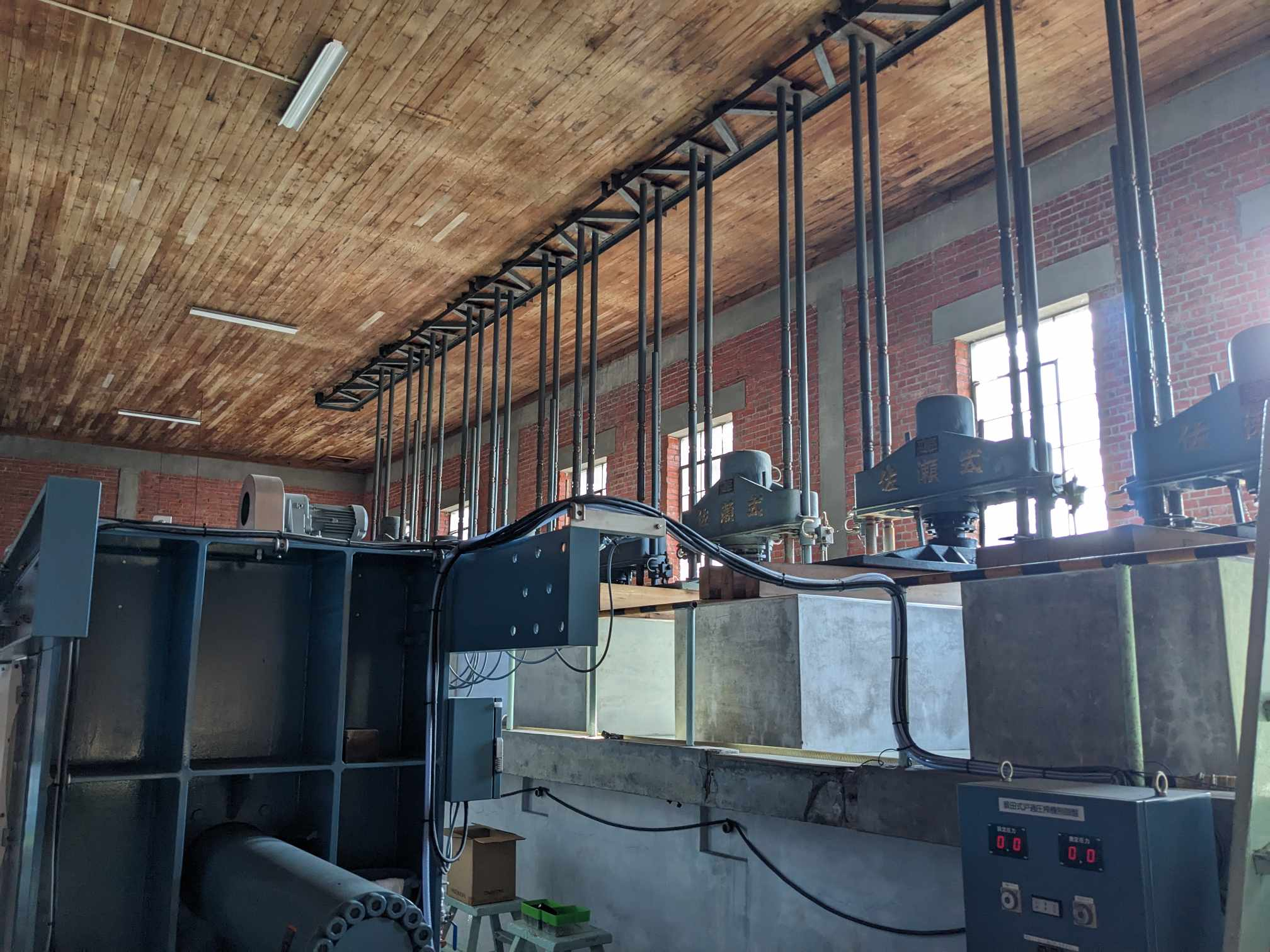
小林酒造の蒸米場にある搾り機
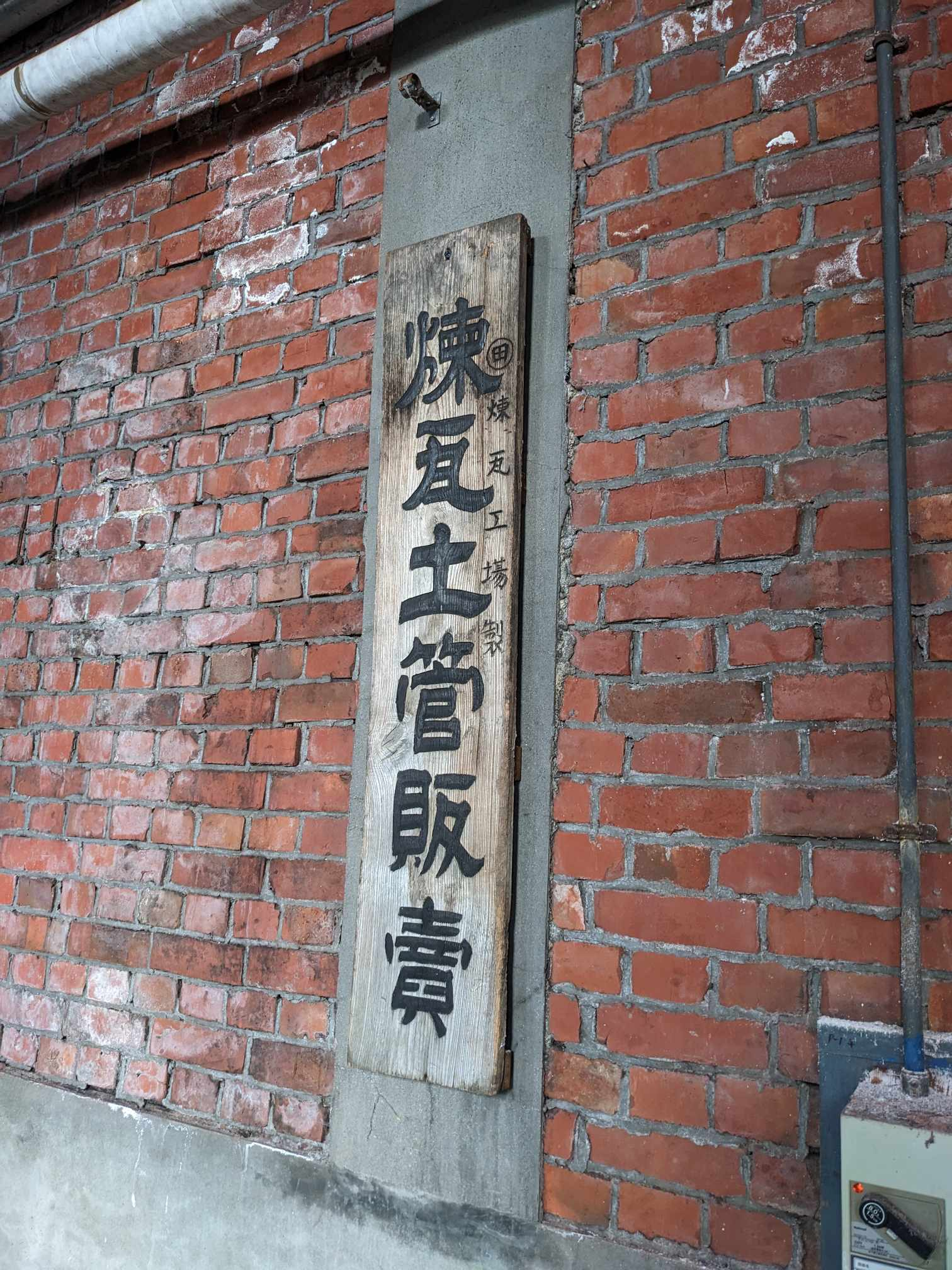
小林酒造蒸米場にある看板
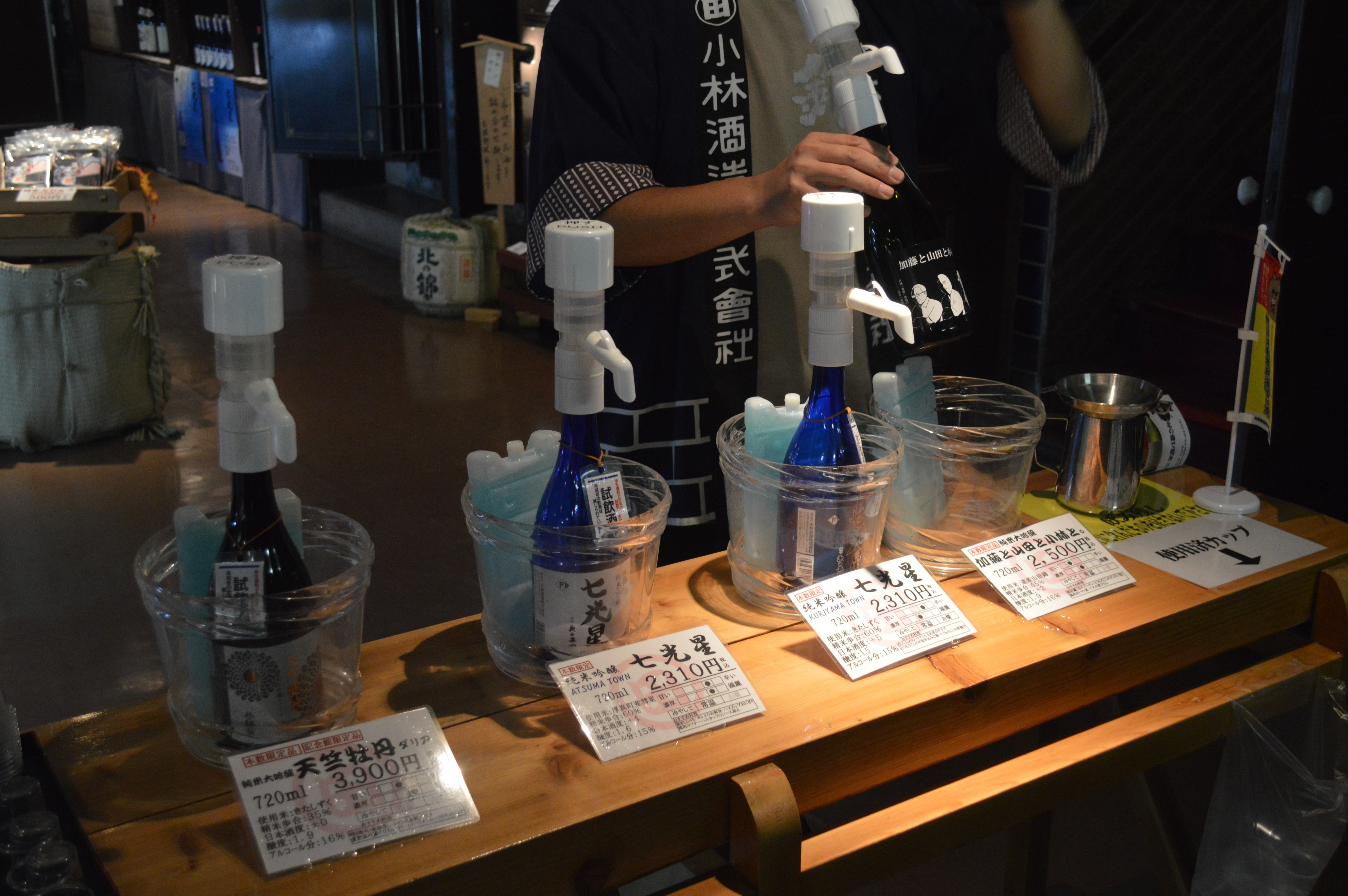
北の錦記念館の試飲コーナー
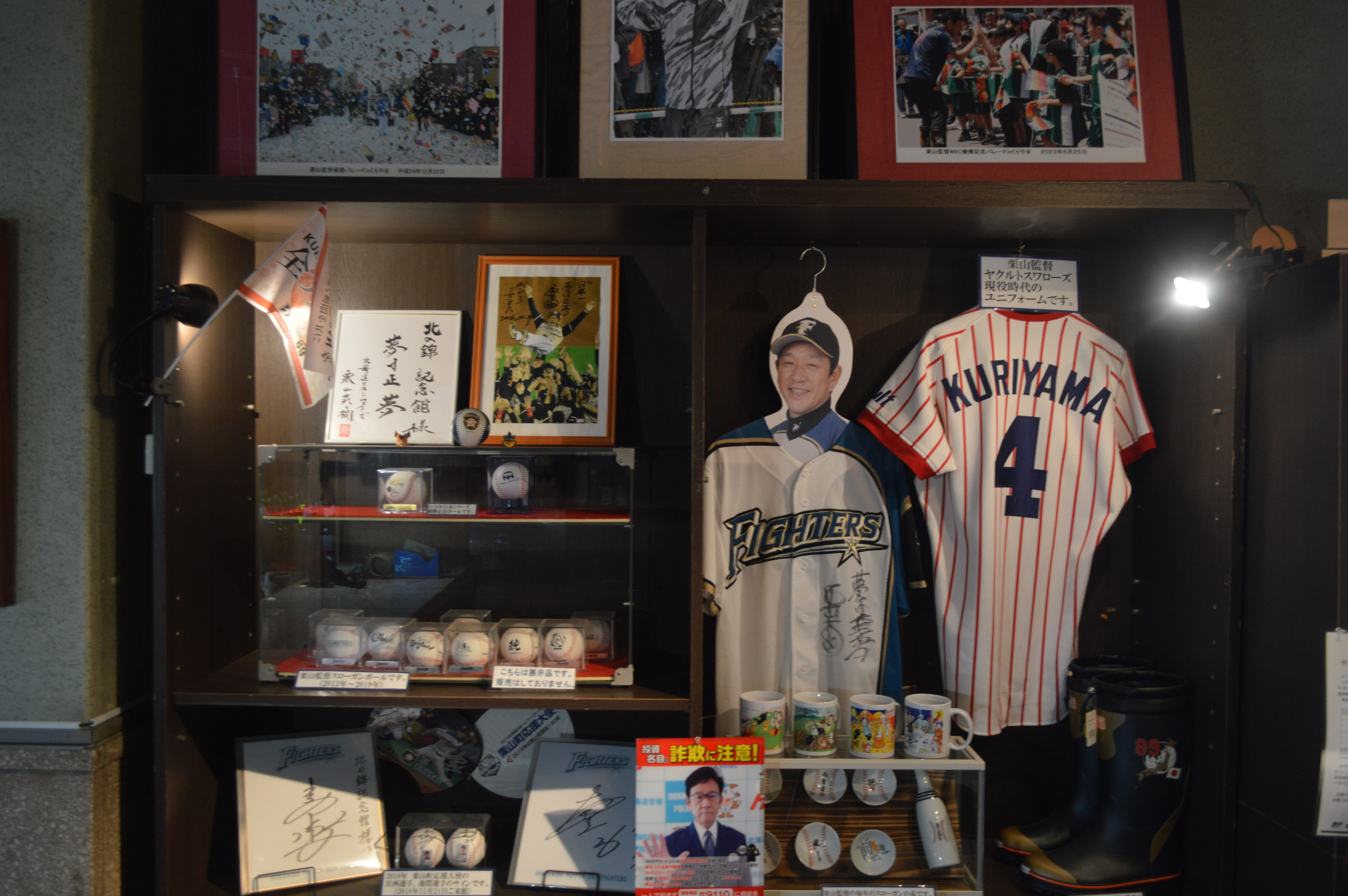
北の錦記念館の栗山英樹監督応援コーナー

## くりやま老舗まつり

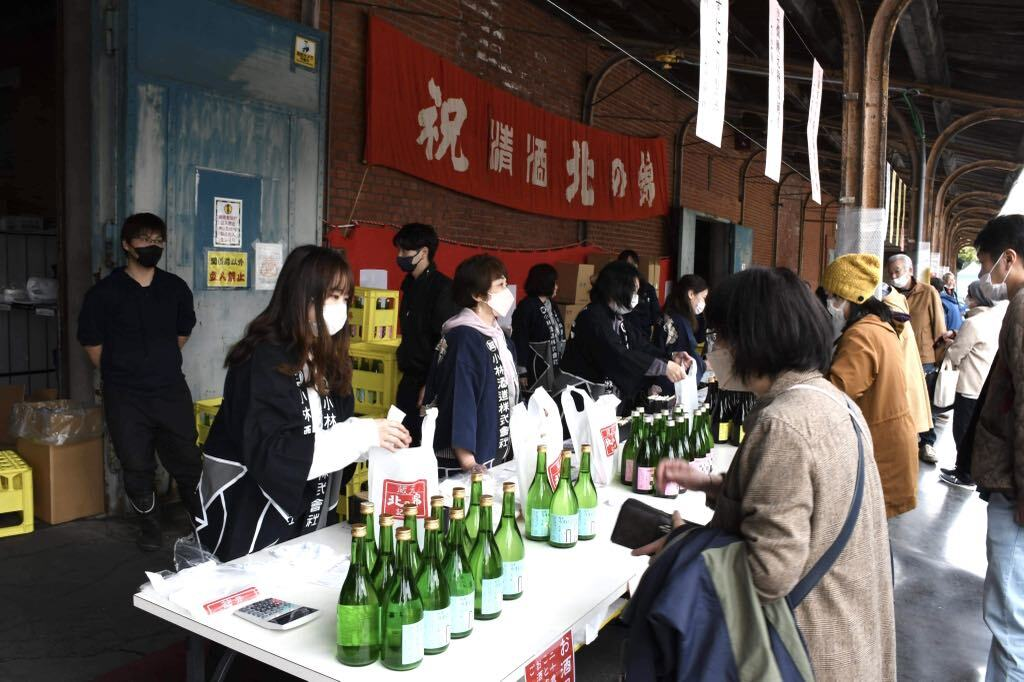
くりやま老舗まつり

1989年（平成元年）から「北の錦酒蔵まつり」を開催。1998年（平成10年）から、同じ錦地区にある1913（大正2年）創業の谷田製菓と共同で、毎年4月第２土・日の2日間に渡って「くりやま老舗まつり」を開催。
会場では、搾りたての新酒や杜氏が育てた麹でつくる幻の甘酒など振舞われ、酒蔵開放や飲食提供の屋台、郷土芸能が行われている。数百人から千人規模の来場者でスタートしたイベントだが年々来場者が増加し、2016年には約3万人に達している。

## 酒蔵の特徴
- 夏場は酒造作業は行わなわず「寒造り」で製造。酒造りには近隣の農家の人が作業に携わる[38]。
- 北海道産米の使用: 近年創出された、北海道の酒米「吟風（ぎんぷう）」、「彗星（すいせい）」を積極的に使用した日本酒を造っている。
- 古い蔵の活用: 北海道の気候と空調が無くても安定した古蔵を利用して古酒製品を、純米酒で5年、原酒1-2年、大吟醸3年を目安に熟成させている。
- 活性炭による調整の廃止: 活性炭調整を廃し、日本酒本来の色、風味を残す製法による、山吹色の酒を製造。
- 道内各地の水を使用: 所在地の水に拘らず、酒によって一番合うと思われる水を使用する。
- 栗山にある2軒の農家に依頼し、北海道で初めてとなる本州以外の米を使用した日本酒を製作した[42]。
- 他のメーカーに先駆けて道産米を使用しや酒造りに着手し、2008年（平成20年）からは糖類などの添加物を廃止し、道内唯一の全商品、本醸造以上の酒造りを実現した[41]。

## 取り扱い商品

### 純米大吟醸

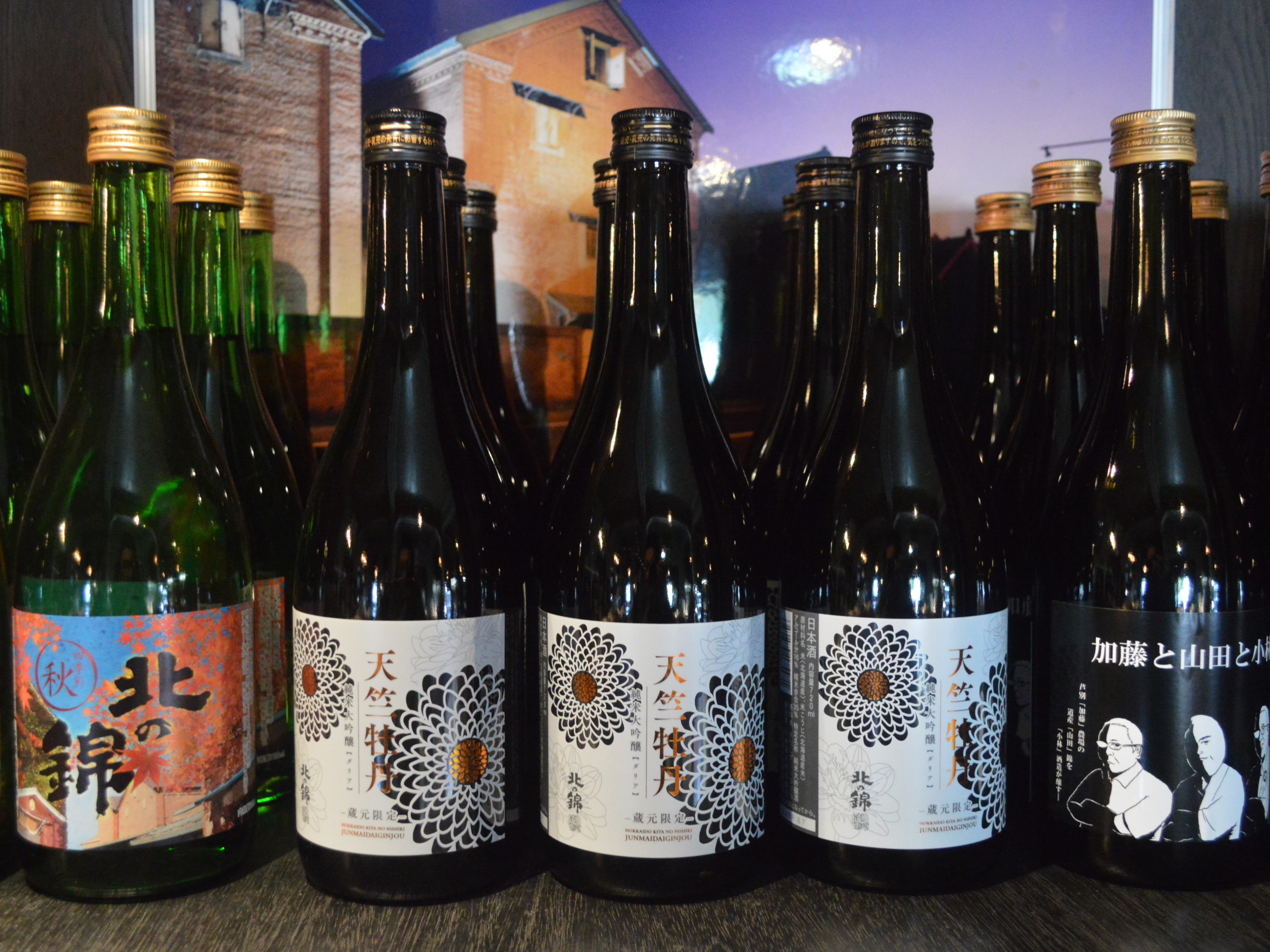
純米大吟醸「天竺牡丹」

- 米大吟醸「雪心」 - アルコール度数16%。酒米を35%まで磨いた最高級品。酒造好適米の「吟風」、「彗星」を使用[43][44][45]。
- 純米大吟醸「暖簾ラベル」 - アルコール度数15%。「彗星」を使用し、米の旨味が整った甘口[45]。
- 純米大吟醸「天竺牡丹＜ダリア＞」 - アルコール度数16%。精米歩合は35%で「きたしずく」を使用。飲むと酸味と程よい旨味が口のなかにひろがり、飲んだあとはスッキリ。北の錦記念館限定品[46]。
- 純米大吟醸 「加藤と山田と小林と。」 - アルコール度数16%。芦別市の加藤農場で育てた「山田錦」を、精米歩合45%で小林酒造が醸造。特約店・直売所限定商品[47][48]。
- 純米大吟醸「冬花火」 - アルコール度数16%。精米歩合50%の「吟風」を使用した、食中酒を意図した純米大吟醸。特約店での限定販売[49][50]。
- 純米大吟醸「雪初」 - アルコール度数17%。精米歩合35%の酒造好適米「きたしずく」を使用し、インバウンド向けに北海道航空と共同開発した。通常よりも長い40日間発酵し、低温長期発酵で風味を増している[51]。

### 純米吟醸酒

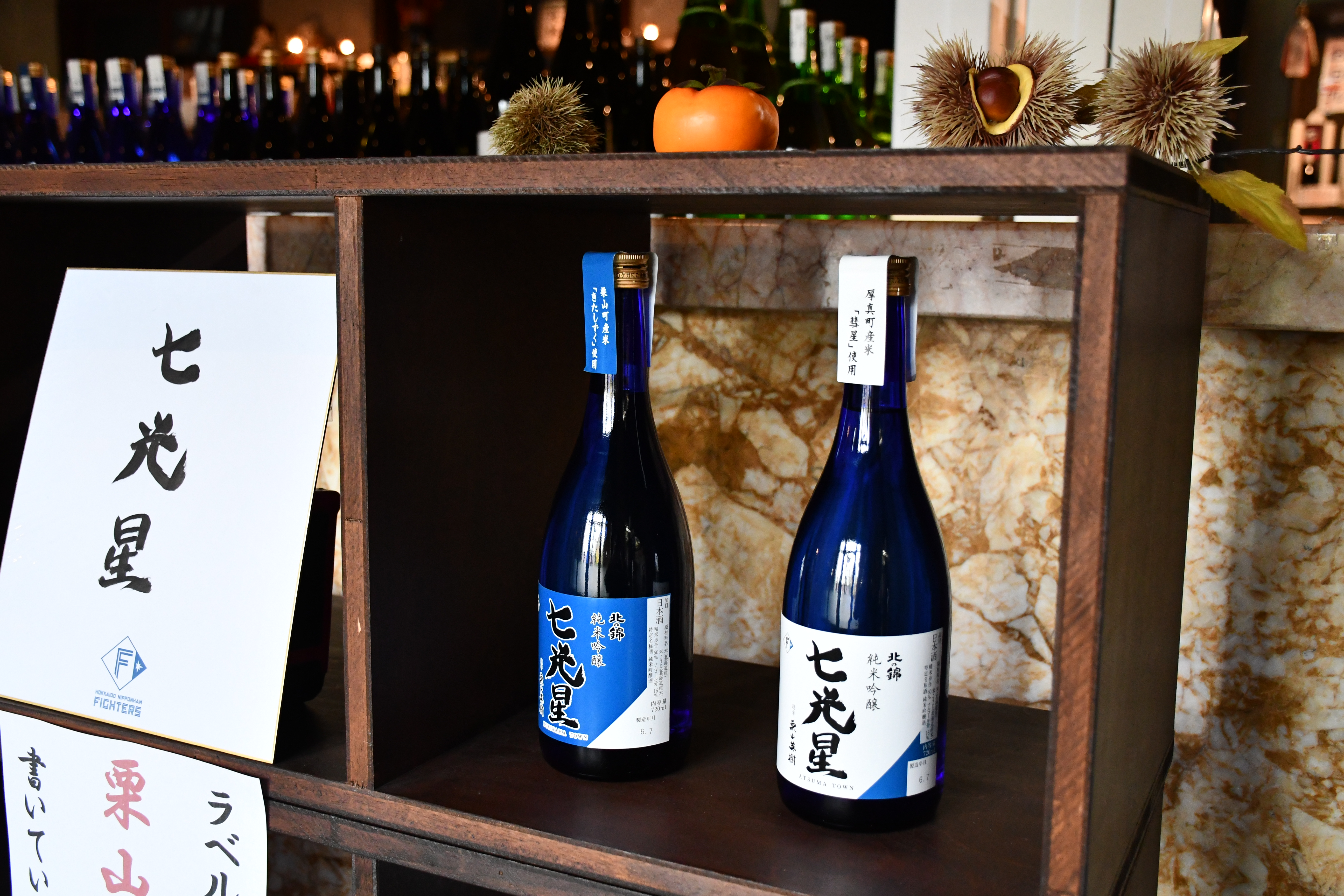
純米吟醸「七光星」

- 純米吟醸「北斗随想」 - アルコール度数16%。1993年（平成5年）誕生。当初は「きらら397」を使用していたが、現在は精米歩合45%の「吟風」を使用し、摩周湖の伏流水を使用している[23][52]。特約店での限定販売[50]。
- 純米吟醸「七光星 〜KURIYAMA TOWN〜」 - アルコール度数15%。北海道日本ハムファイターズ「ふぁい田！北海道応援プロジェクト」で収穫された米を使用した限定酒。商品ラベルは栗山英樹直筆であり、栗山町産「きたしずく」を使用[53]。
- 純米吟醸「七光星 〜ATSUMA TOWN〜」 - アルコール度数15%。「七光星 〜KURIYAMA TOWN〜」ともに発売し、こちらは厚真町産の「彗星」を使用している[53]。
- 純米吟醸「炭鉄港」 - アルコール度数16%。「吟風」使用、日本遺産「炭鉱港」認定限定酒[45]。

### 特別純米酒
- 特別純米「まる田」 - アルコール度数16%。精米歩合50%。オロフレ山系の水[54]と「吟風」を使用し、米のうま味を充分に生かした辛口で力強い風味を楽しめる[55]。肉料理と相性が良い[32][45]。
- 特別純米「北のろまん」 - アルコール度数15%。「彗星」を使用し、すっきり淡麗超辛口[45]。
- 特別純米「瑞穂のしずく」 - アルコール度数15%。江別市産「彗星」を使用し、切れの良い風味とうま味が特徴[45]。
- 特別純米「雪梟」 - 当別「彗星」使用。白ワインの様な酸味が特徴。
- 特別純米「暖簾ラベル」 - アルコール度数15%。軽快な口当たりの食中酒、切れの良さが特徴[45]。

### 純米酒
- 蔵囲完熟「秘蔵純米」 - アルコール度数17%。温度変化の少ない蔵のタンクで4年以上熟成させた古酒。中華料理や豚の角煮に合う[44][45]。
- 純米「ゆあみさわ」 - アルコール度数15%。岩見沢市産「彗星」を使用し、スッキリとした味わいが特徴[45]。
- 純米「とろりにごり」 - にごり酒。北の錦記念館限定品[43][44]。

### 生貯蔵酒
- 純米生貯蔵酒「暖簾ラベル」」 - アルコール度数14%。「彗星」を使用し、軽快な味わいの純米貯蔵酒[45]。

### 本醸造酒
- 「鳳紋」北の錦本醸造 - アルコール度数15%。北海道産米を使用し、冷やからお燗まで、味わい重視の本醸造[45]。

### 季節・本数限定商品
- 純米「新酒しぼりたて」 - アルコール度数16%。「彗星」使用。スッキリとした味わいにキリっとした酸味[45]。
- 純米大吟醸生酒「あらばしり」 - アルコール度数16%。華やかな香りと生酒のフレッシュ感を楽しめるこの時期ならではの希少品。2022年から大吟醸から純米大吟醸へ、原料も「吟風」から「きたしずく」に切り替えた[56][45]。

### 過去に生産した商品
- 北の錦 純米大吟醸 - 華やかな洋梨を思わせる香りで、端麗やや甘口[43][44]。
- 北の錦 大吟醸 - 米の旨味と厚みを感じられすっきりと飲める[43][44]。
- 北の錦 純米吟醸 - しっかりとした旨味と厚み。食中向き[43][44]。
- 北の錦 特別純米 - キレが良く爽快な辛口[43][44]。
- 北の錦 純米 - 栗山町・後藤農場産の「きたしずく」を100%使用。やや甘口[43][44]。
- 真冬詰「大吟醸」 - 酒造好適米「吟風」使用。辛口。北の錦記念館限定品[43][44]。
- 特別本醸造「山霞」 - ふくらみのある味わいが特徴で北海道米「きらら397」を使用[57]。ラベルに栗山町の詩人であり児童文学者・友田多喜雄の詩歌が使われている[58]。
- 北の錦 蔵出し原酒 - 夕張山系の雪清水で秋田米を寒仕込みし、氷温庫でゆっくりと熟成。アルコール分は19 - 20度未満[59]。
- 大吟醸「摩周の雫」「阿寒の詩」 - 摩周湖の伏流水を使用した大吟醸酒。やや辛口の味わいの中に柔らかさを兼ね備え、共に釧路管内限定で販売した[60]。
- 純米大吟醸「五冠神讃」 - 浦河小売酒販組合青年部の有志「一樽会」が小林酒造に醸造委託し、五冠馬シンザンの記念に作られたが、同馬の死亡に伴い半年で完売した[61]。
- 純米酒「汐音」 - 海水から採取した海洋酵母を使った清酒。製薬会社の三共（現第一三共）が神奈川県の三浦半島付近の海水から抽出に成功し、全国発売した[62]。
- 特別純米酒「親自慢」 - 小林酒造考案の2人用ゲーム「親自慢PK合戦」付きの特別純米酒。3代目米三郎の急逝に伴い、次男・小林清志が「親を失う前に、感謝の気持ちを大切に」と企画した[63]。
- 北の錦大吟醸「R60」 - 7年以上熟成させた希少な古酒をブレンド。2012年から2014年まで年1500本で限定販売した[64]。
- 「栗山英樹」 - 北海道日本ハムファイターズのパリーグ優勝を記念して、栗山英樹監督の直筆による座右の銘「夢は正夢」の落款を印刷[65]。
- 特別純米「渡里酉」 - 栗山町で収穫した「吟風」だけを使用し醸造した地酒で辛口。春に飛来する渡り鳥の風景をラベルにしている[43][44][66]。
- 北の錦「新酒しぼりたて『ハハハ』」 - 札幌市民の有志「花咲醸酒の会」とコープさっぽろが、小林酒造に製造委託した。有志が栗山町水田に植え収穫した「吟風」を使用。特性ラベルを貼り付け、鍋料理のレシピを瓶にぶら下げた。鍋料理にあう白ワインを思わせるフルーティーとさらっとした飲み口が特徴[67]。
- 「セメント政宗」 - 業界限定酒で「彗星」を使用。「固まる」をイメージし命名。2014年にセメントメーカーや建設業、工事関係者向けに5000本製造し完売。翌2015年も1000本限定で製造販売した[68]。
- 「日本一！栗山英樹」 - 2016年、北海道日本ハムファイターズの日本一を記念して、栗山英樹監督の直筆による座右の銘「夢は正夢」の落款を印刷した純米大吟醸[69]。
- 北の錦「希望と約束の晩尺」 - アルコール度数15%。「吟風」を使用し、新型コロナウイルス感染拡大で増えている「宅飲み」向けに開発。細長いラベルに目盛りを付けて、1日1合の健康的なペースでの飲酒を推奨している[70]。

## 杜氏

### 長縄真琴（在職：不明 - 1986年）
製造部長で、後述する脇田征也の師。1986年に突然にして退職した後、その教えは脇田へ受け継がれた。

### 脇田征也（在職：1986年 - 2008年）
1943年（昭和18年）樺太生まれ。北海道苫小牧工業高等学校化学科卒。1961年（昭和36年）に入社し、製造部研究室に配属。25年間、同社技術研究所及び発酵研究所や醸造試験場で研修し発酵技術を学ぶ。旧工業技術院・発酵研究所研修員、旧国税庁醸造試験所第３研究室研修員などを経て、1983年に同社製造部研究室長、1986年に杜氏となる（ - 2008年）。道内出身の杜氏として2人目。札幌酒類審議会委員、北海道酒造杜氏会会長などを歴任した。

### 南修司（在職：2008年 - ）
1965年（昭和40年）由仁町生まれ。北海道苫小牧工業高等学校化学科卒。1985年（昭和60年）に入社以来、前任である脇田の薫陶を受け、2008年から杜氏となる。

## 受賞歴

### 戦後以降の受賞歴
- 1985年（昭和60年） - 道産米「キタヒカリ」を原料にした清酒が一級酒と認定。日本醸友会から技術賞を授与[14]
- 1995年（平成7年） - 新酒鑑評会（札幌国税局主催）吟醸酒の部 金賞（北の錦 大吟醸）※酒造好適米「山田錦」使用[78]
- 1996年（平成8年） - 新酒鑑評会（札幌国税局主催）吟醸酒の部 金賞（北の錦 大吟醸）[79]
- 1996年（平成8年） - 全国新酒鑑評会（独立行政法人酒類総合研究所主催） 入賞（北の錦大吟醸）[79]
- 1999年（平成11年） - 新酒鑑評会（札幌国税局主催）吟醸酒の部 金賞（北の錦）道産米吟醸酒の部 金賞（鳳紋北の錦）[80]
- 2004年（平成16年） - 全国新酒鑑評会（独立行政法人酒類総合研究所主催） 金賞（平成15酒造年度）北海道産米100%として史上初・北海道知事より感謝状授与[17][81]
- 2005年（平成17年） - 全国新酒鑑評会（独立行政法人酒類総合研究所主催） 金賞（平成16酒造年度）[82][17]
- 2014年（平成26年） - 平成25年度新酒鑑評会（札幌国税局主催）純米酒の部 金賞[83]
- 2016年（平成28年） - 平成27年度新酒鑑評会（札幌国税局主催）純米酒の部 金賞[84]
- 2018年（平成30年） - Kura Master（フランス日本酒コンクール主催） 金賞（純米大吟醸 暖簾ラベル）[17]
- 2020年（令和2年） - 北海道産業貢献賞（農業・農村部門）[85]
- 2020年（令和2年） - Kura Master（フランス日本酒コンクール主催） プラチナ賞（純米大吟醸 暖簾ラベル）、TOP18&大吟醸部門TOP5に選出[17][86]
- 2022年（令和4年） - Kura Master（フランス日本酒コンクール） 金賞（純米大吟醸 扇ラベル）[17]
- 2023年（令和5年） - 北海道米でつくる日本酒アワード2023（北海道庁主催）二十歳のお祝いに贈りたいお酒 (特別純米瑞穂のしずく)[87]
- 2025年（令和7年） - 新酒鑑評会（札幌国税局主催）純米酒の部 金賞[88]
- 2025年（令和7年） -  全国新酒鑑評会（独立行政法人酒類総合研究所主催）　入賞[89]
- 2025年（令和7年） - Kura Master（フランス日本酒コンクール） 金賞（ 純米大吟醸酒部門） 北の錦 純米大吟醸 雪心[90]

### 創業から戦前までの受賞歴
- 1902年（明治35年）5月 - 北海道清酒品評會（函館清酒組合主催）壹等（北關）[91]
- 1911年（明治44年）5月 - 北海道清酒品評會（上川酒造組合主催）壹銀牌杯（北魁）、三等褒状（北關）[91]
- 1916年（大正5年）9月 - 第3回北海道酒類品評會（釧路） 貳等銅牌（北關2號）[91]
- 1918年（大正7年） - 開道50周年北海道博覧会にて優秀清酒褒章を授与[13][16]
- 1927年（昭和2年）9月 - 第5回北海道酒類品評會 壹等（北の錦（3））、参等（北の錦（2）（1））[91]
- 1928年（昭和3年）4月5日 - 第7回酒類きき酒品評會（北海道酒造組合聯合会主催） 参等（北の錦）[91]
- 1934年（昭和9年）12月 - 第12回酒類品評會（北海道酒造組合聯合会主催） 入選（北の錦（ロ））[91]
- 1935年（昭和10年）10月19日 - 第九回北海道酒類品評會（日本醸造協會北海道支部主催） 優等賞（北の錦（ト））、特選賞（北の錦（へ）（ハ））、入選賞（北の錦（ロ）（ホ））[91]
- 1936年（昭和11年）9月21日 - 酒類研究會(北海道酒造組合聯合会主催) B級（北の錦（イ）（ハ）（二））[91]
- 1938年（昭和13年）10月 - 第13回酒類品評會 B級（北の錦（2））[91]

## 舞台・ロケ地とした作品
- 1974年（昭和49年） - 映画『あした輝く』（主演浅田美代子）の撮影でロケ地を提供[14]。
- 1992年（平成4年） - 小説『犯罪の回想』（角川書店）松本清張の長編推理小説。1962-1963年連載「対曲線」を晩年に全面改訂し、没後1992年に書籍化。事件の重要な鍵を握る殺された市長の前妻の実家が「夕張郡栗山町の造り酒屋」という設定[92]。
- 1998年（平成10年） - ドラマ『夢の標本』（HTBスペシャルドラマ、主演戸田菜穂）婚約者（沢村一樹）の実家である造り酒屋の舞台として登場[93]。
- 1999年（平成11年） - 映画『鉄道員』（主演高倉健）の撮影で酒蔵をロケ地に提供[14]。高倉健をはじめ小林念侍、志村けんが痛飲していた[1]。「北の錦鳳 紋別」と「北の錦鳳 雪晒」が登場[94]。「鉄道員」の日本酒セットも販売した[95]。
- 2004年（平成16年） - 映画『雨鱒の川』（主演玉木宏、綾瀬はるか）の撮影が小林家、工場、倉庫で行われた[17]。ヒロイン小百合の生家である造り酒屋として登場した[96]。
- 2014年（平成26年） - 映画『ぶどうのなみだ』（主演大泉洋）のロケ地を提供[17]。
- その他、リア・ディソン、指原莉乃らの雑誌グラビアの撮影ロケ地としても使用された[92]。

## 関連会社
- 小林本店